# 광대

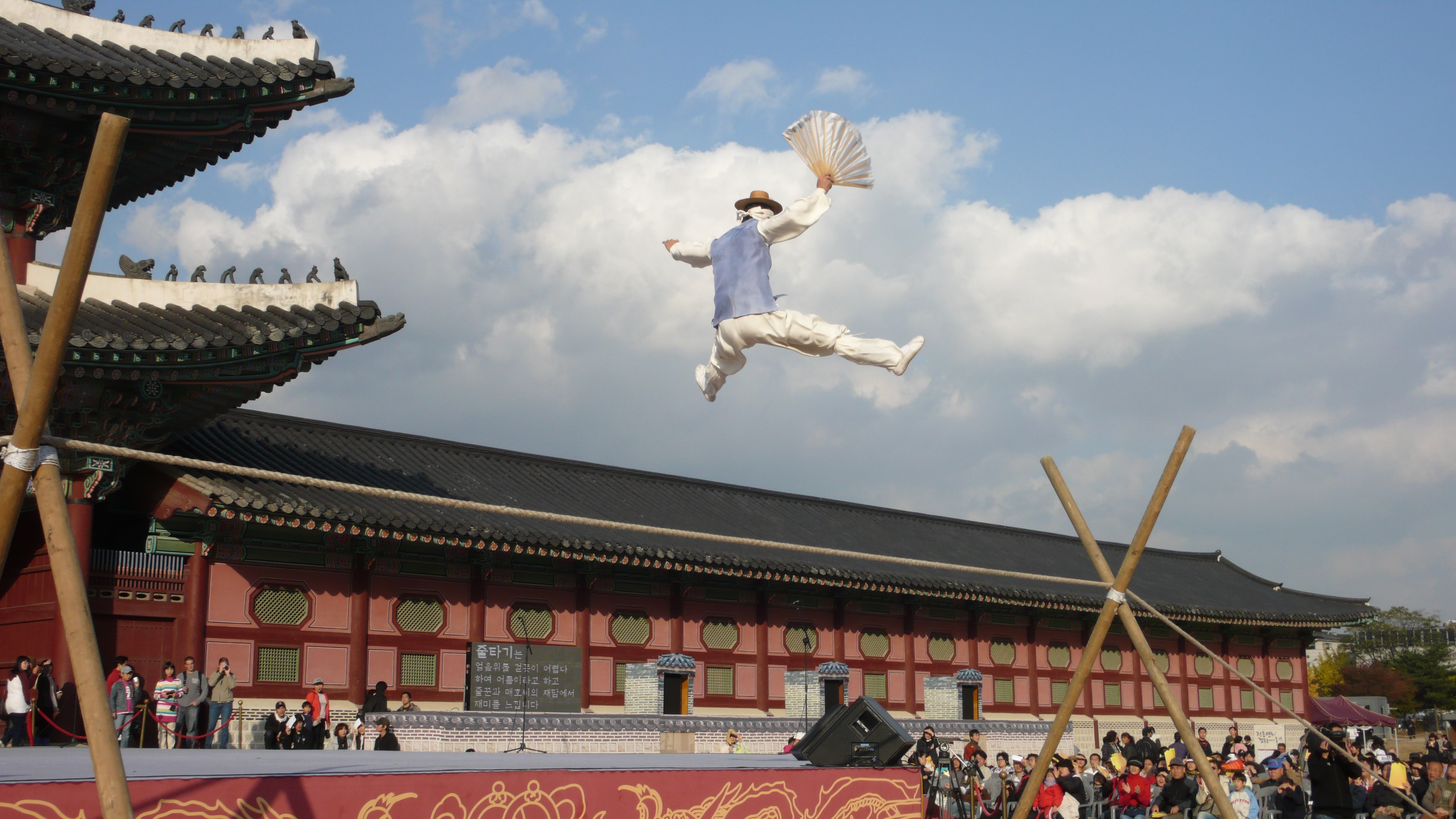
줄타기를 하는 광대

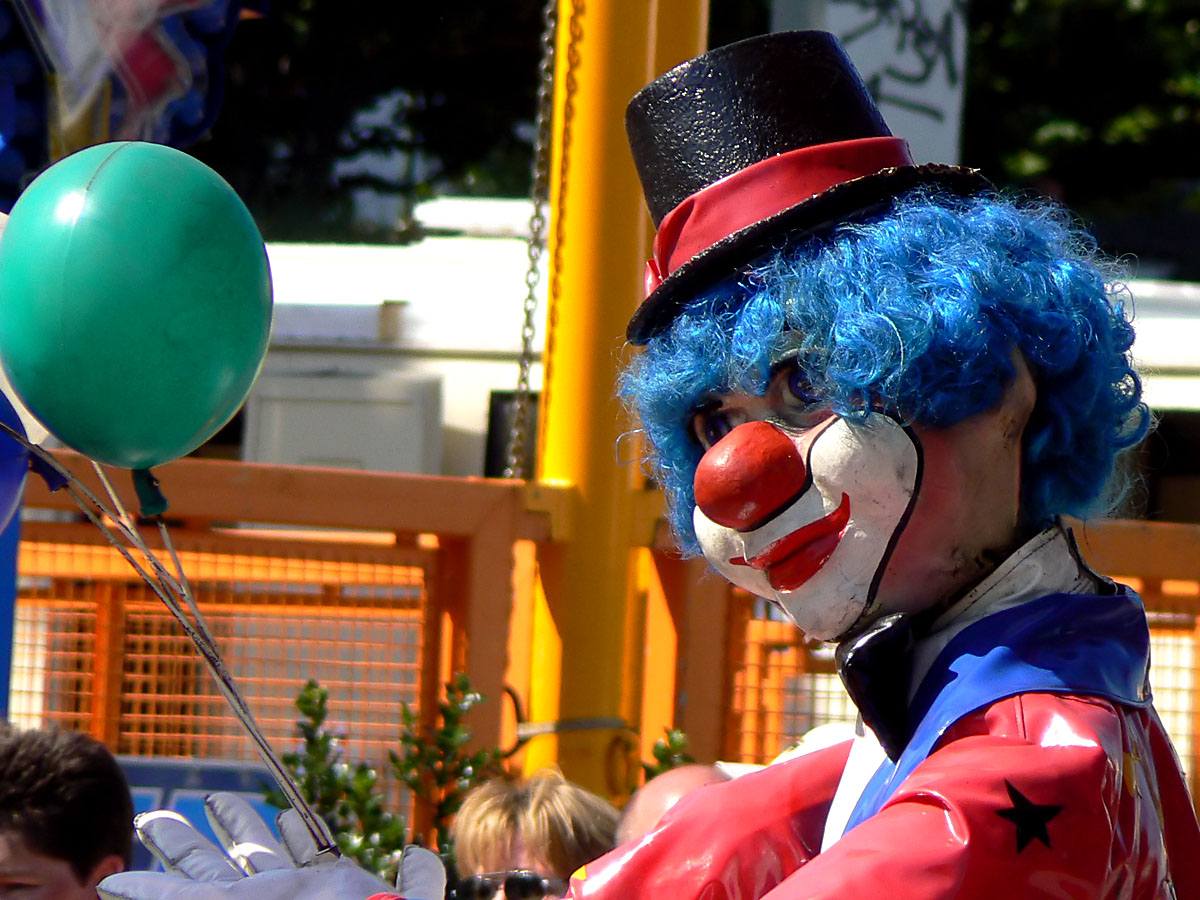
광대

광대는 메이크업이나 의상을 착용하고 관습적 규범을 뒤집는 방식으로 즉흥적인 피지컬 코미디와 예술을 선보이는 사람이다. 광대는 의상과 공연에 상당한 차이가 있는 다양한 전통을 가지고 있다. 가장 잘 알려진 광대는 일반적으로 서커스에서 공연하는 광대로, 화려한 가발, 빨간 코, 큰 신발이 특징이다. 그러나 광대는 중세의 궁정 광대와 다양한 원주민 문화의 궁정 광대 및 의식 광대처럼 연극과 민속에서도 역할을 해왔다. 그들의 공연은 유머와 웃음에서부터 공포와 불편함에 이르기까지 다양한 감정을 불러일으킬 수 있으며, 복잡한 사회적, 심리적 차원을 반영한다. 수 세기에 걸쳐 광대는 변화하는 문화적 규범과 예술적 표현에 발맞춰 사회에서 중요한 역할을 계속 수행해 왔다.

## 역사
가장 오래된 광대들은 기원전 2400년경 이집트 제5왕조에서 발견되었다. 궁정 광대와 달리 광대는 전통적으로 사회-종교적, 심리적 역할을 수행해 왔으며, 전통적으로 사제와 광대의 역할은 동일 인물에 의해 수행되었다.
피터 버거는 "어리석음과 바보들은 종교와 마법처럼 인간 사회에서 깊이 뿌리박힌 어떤 욕구를 충족시키는 것으로 보인다"고 썼다. 이러한 이유로 광대놀음은 종종 신체 공연 훈련의 중요한 부분으로 간주되는데, 부분적으로는 다루기 어려운 주제를 다룰 수 있기 때문이기도 하지만, 공연자에게 높은 수준의 위험과 놀이가 필요하기 때문이기도 하다.
인류학에서 광대라는 용어는 비서구 문화권의 유사한 궁정 광대 또는 바보 인물에게 확장되었다. 그러한 광대가 중요한 위치를 차지하는 사회는 광대 사회라고 불리며, 종교적 또는 의식적 역할을 하는 광대 인물은 의식 광대로 알려져 있다.
많은 원주민 부족은 카치나 문화의 푸에블로 광대와 같이 광대놀음의 역사를 가지고 있다. 헤요카는 라코타족 및 다코타족 문화에서 정상적인 문화적 역할의 제약 밖에서 살며, 모든 것을 거꾸로 함으로써 거꾸로 된 광대의 역할을 하는 개인이다. 헤요카 역할은 때때로 윙크테에 의해 가장 잘 채워진다. 캐나다 원주민 또한 궁정 광대와 유사한 의식 공연자를 특징으로 하며, 한 아니시나베 활동가는 "아를레키노"로 번역했지만, 그들의 역할의 정확한 성격은 오늘날까지 부족의 비구성원에게는 비밀로 유지된다.
리처드 포친코가 개발하고 그의 전 견습생인 수 모리슨이 발전시킨 캐나다 광대놀음 방식은 유럽과 아메리카 원주민의 광대놀음 기술을 결합한다. 이 전통에서 마스크는 창조자의 눈을 감은 채 점토로 만들어진다. 치유의 바퀴의 각 방향에 대해 마스크가 만들어진다. 이 과정에서 광대는 자신의 개인적인 경험을 탐구하는 개인적인 신화를 창조한다.
"그리말디는 현대 광대의 최초의 뚜렷한 조상으로, 광대 진화의 호모 에렉투스라고 할 수 있습니다. 그 이전의 광대들은 화장을 했을지 모르지만, 대개는 볼에 살짝 루즈를 발라 화려하고 익살스러운 주정뱅이, 혹은 시골뜨기 같은 인상을 강조하는 정도였습니다. 그러나 그리말디는 기괴하고 화려한 의상을 입고, 얼굴에는 새하얀 페인트를 칠하고 뺨에는 선명한 붉은 반점을 덧칠했으며, 푸른색 모호크 헤어스타일을 하고 있었습니다. 그는 신체적인 희극의 달인이었습니다. 공중으로 뛰어오르고, 물구나무서기하고, 우스꽝스러운 주먹다짐을 벌이며 관객들을 통로에서 뒹굴게 했습니다. 또한 당시의 황당한 유행을 풍자하는 풍자, 익살스러운 흉내, 그리고 음란한 노래에도 능했습니다."
서커스 광대 전통은 19세기부터 20세기 중반까지 연극이나 버라이어티 쇼의 이전 코미디 역할에서 발전했다. 이 잘 알려진 캐릭터는 기이한 의상, 독특한 메이크업, 화려한 가발, 과장된 신발, 화려한 옷을 특징으로 하며, 스타일은 일반적으로 많은 관객을 즐겁게 하기 위해 고안되었다.
최초의 주류 광대 역할은 조지프 그리말디가 연기했다 (그는 또한 전통적인 화이트페이스 메이크업 디자인을 만들었다). 1800년대 초반, 그는 영국 팬터마임의 일부를 형성했던 아를레키노극에서 광대의 역할을 확장했으며, 특히 드루리 레인 왕립극장과 새들러즈 웰즈 및 코벤트 가든 극장에서 활약했다. 그는 런던 코미디 무대에서 너무나 지배적이어서 아를레키노극 광대들은 "조이"로 알려지게 되었고, 이 별명과 그리말디의 화이트페이스 메이크업 디자인은 여전히 다른 광대들에 의해 사용된다.
광대들이 선보이는 희극은 보통 일상적인 행동과 과제가 비범해지고 터무니없는 일이 잠시 동안 평범해지는 바보의 역할이다. 이 코미디 스타일은 전 세계 여러 나라와 문화에서 오랜 역사를 가지고 있다. 일부 작가들은 그러한 코미디의 광범위한 사용과 오랜 역사 때문에 그것이 인간 조건의 일부인 필요성이라고 주장했다.
21세기의 현대 광대놀음 코미디 학교는 화이트페이스 광대 전통에서 벗어나 개인적인 취약성과 과장된 성애성에 더 중점을 둔다.

### 기원
광대 캐릭터는 초기 근대 콤메디아 델라르테의 찬니 농부 바보 캐릭터에서 발전했는데, 이들은 그 자체로 고대 고대 그리스 연극 및 고대 로마의 연극의 농부 바보 캐릭터에 직접 기반을 두었다. 고전 그리스 연극의 농촌 익살꾼 캐릭터는 sklêro-paiktês (paizein: 어린아이처럼 놀다) 또는 deikeliktas라고 불렸으며, 농촌 또는 농민에 대한 다른 일반적인 용어도 있었다. 로마 연극에서 광대를 지칭하는 용어는 문자 그대로 굴착공, 노동자를 의미하는 fossor였다.

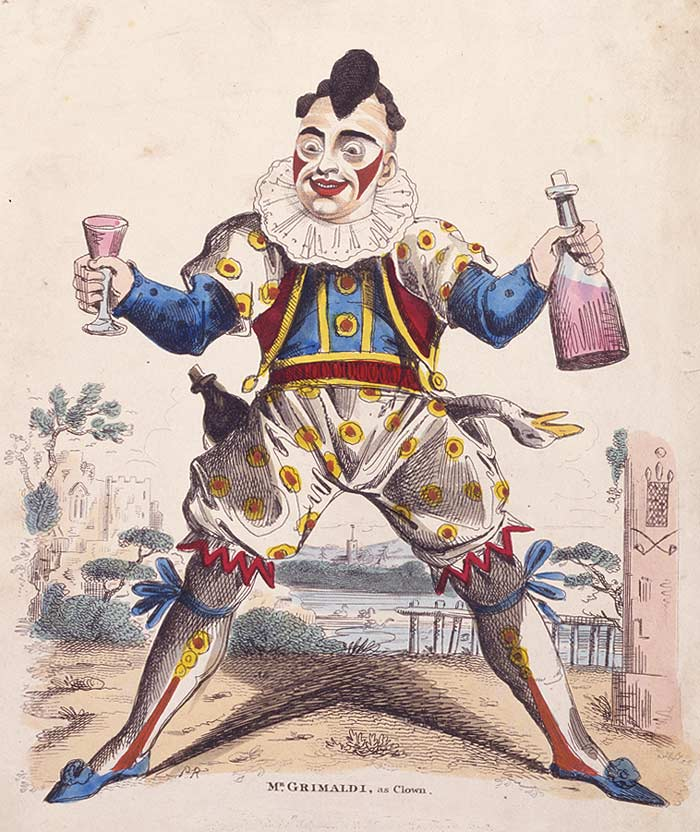
조지프 그리말디가 1810년경 "조이" 광대로 분장한 모습

영어 단어 clown은 c. 1560년 (clowne, cloyne로) 농촌, 시골뜨기, 농민이라는 일반적인 의미로 처음 기록되었다. 이 단어의 기원은 불확실하며, 아마도 어색함과 관련된 스칸디나비아어 단어에서 유래했을 수 있다. 이러한 의미에서 Clown은 셰익스피어의 오셀로와 겨울 이야기에 나오는 셰익스피어의 바보 캐릭터의 이름으로 사용된다. 전문적이거나 습관적인 바보 또는 광대를 지칭하는 광대의 의미는 1600년 직후, 셰익스피어의 것과 같은 엘리자베스 시대 연극의 농촌 바보 캐릭터에 기반하여 발전했다.
아를레키노와 콤메디아 델라르테의 영향을 받아 17세기 잉글랜드에서 아를레키노극이 발전했다. 바로 이곳에서 광대가 재고 캐릭터의 고유 이름으로 사용되기 시작했다. 원래 아를레키노의 교활함과 재치 있는 본성에 대한 대조적인 인물이었던 광대는 익살꾼이라기보다는 코믹한 바보에 가까운 익살꾼이나 시골뜨기 바보였다. 그는 누더기 하인 복장을 한 하층 계급 캐릭터였다.
현재 고전적인 광대 캐릭터의 특징은 1800년대 초 조지프 그리말디에 의해 개발되었는데, 그는 찰스 딥딘 주니어의 1800년 팬터마임인 <피터 윌킨스: 또는 날아다니는 세상의 아를레키노>에서 새들러즈 웰즈에서 광대 역할을 연기했고, 그리말디는 이 캐릭터를 아를레키노극의 중심 인물로 키워냈다.

### 현대 서커스
서커스 광대는 19세기에 발전했다. 현대 서커스는 1768년 문을 연 필립 애슬리의 런던 승마 학교에서 유래했다. 애슬리는 승마 공연 사이에 관객을 즐겁게 하기 위해 자신의 쇼에 광대를 추가했다. 미국 희극 배우 조지 L. 폭스는 1860년대에 그리말디에게서 직접 영감을 받은 광대 역할로 유명해졌다.
톰 벨링 시니어(1843–1900)는 1870년경 빨간 광대 또는 아우구스트(Dummer August) 캐릭터를 개발했으며, 더 세련된 백인 광대의 반대 역할을 했다. 벨링은 비엔나의 서커스 렌츠에서 일했다. 벨링의 의상은 현대 서커스 또는 어린이 광대의 고정 캐릭터의 템플릿이 되었는데, 하층 계급 또는 호보 캐릭터를 기반으로 하며 빨간 코, 눈과 입 주위의 흰색 메이크업, 큰 옷과 신발이 특징이다. 19세기 후반에 발전한 광대 캐릭터는 루제로 레온카발로의 1892년 오페라 팔리아치 (광대들)에 반영되어 있다.
벨링의 아우구스트 캐릭터는 1920년대부터 1930년대까지 니콜라이 폴리아코프의 코코에 의해 더욱 대중화되었다.
영어 단어 clown은 서커스 광대 연기와 함께 프랑스어 clown, 독일어 Clown, 러시아어(및 기타 슬라브어) кло́ун, 그리스어 κλόουν, 덴마크어/노르웨이어 klovn, 루마니아어 clovn 등 많은 다른 언어로 차용되었다.
이탈리아어는 코메디아 델라르테 찬니 캐릭터인 파글리아초(Pagliaccio)를 유지하고 있으며, 이탈리아어 용어의 파생어는 프랑스어 Paillasse, 스페인어 payaso, 카탈루냐어/갈리시아어 pallasso, 포르투갈어 palhaço, 그리스어 παλιάτσος, 튀르키예어 palyaço, 독일어 Bajass 또는 Bajazzo, 이디시어 פּאַיאַץ (payats), 루마니아어 paiață에서 발견된다.

### 20세기 북아메리카
20세기 초, 일상생활에서 농촌의 단순한 사람이나 마을의 바보 캐릭터가 사라지면서, 북미 서커스는 호보나 떠돌이와 같은 캐릭터를 개발했다. 예를 들어, 뉴욕 히포드롬에서 공연했던 마르셀린 오르베스(1905), 찰리 채플린의 떠돌이(1914), 그리고 대공황 시대의 호보를 바탕으로 한 에미트 켈리의 '피곤한 윌리' 등이 있다. 또 다른 영향력 있는 떠돌이 캐릭터는 1930년대부터 1950년대까지 오토 그리블링이 연기했다. 레드 스켈턴의 영화 <광대>(1953)에 나오는 광대 도도 캐릭터는 서커스 광대를 "술 문제가 있는 재밌는 사람"이라는 비극적 희극적인 고정 캐릭터로 묘사한다.
미국에서 보조 더 클라운은 1950년대 후반부터 영향력 있는 아우구스트 캐릭터였다. <보조 쇼>는 1960년에 첫 방영되었고 1978년에 전국 케이블 TV에 방영되었다. 맥도날드는 1960년대에 보조 캐릭터에서 영감을 받아 마스코트 광대 로널드 맥도날드를 만들었다. 1959년부터 1962년까지 보조를 연기했던 윌라드 스캇은 1963년 TV 광고에서 마스코트 역할을 수행했다. 맥도날드의 캐릭터 상표권 출원은 1967년으로 거슬러 올라간다.
보조 템플릿을 기반으로 한 어린이 파티에서 광대 역할을 해주는 개인 계약자인 생일 광대라는 미국의 관습은 1960년대부터 1970년대에 발전했다. 1960년대 이후 발전한 (보조에서 파생된) 광대 캐릭터와 어린이 엔터테인먼트의 강한 연관성은 1980년대 중반까지 어린이 병원에서 광대 치료 또는 병원 광대놀이의 등장을 불러일으켰다. 광대 미국 국제 협회(1984년 설립)와 세계 광대 협회(1987년 설립)는 준전문가 및 전문 공연자들의 협회이다.
1980년대까지 아우구스트 또는 빨간 광대 캐릭터가 서커스나 팬터마임 쇼에서 백인 광대의 대조적인 역할에서 보조에서 파생된 어린이 엔터테인먼트의 독립적인 캐릭터로 변화하면서 광대공포증 캐릭터가 등장하게 되었는데, 이는 어린아이들이 광대에 대해 느끼는 매력이 그들의 근본적으로 위협적이거나 무서운 본성에 기반을 두고 있기 때문이다. 광대, 특히 서커스 광대에 대한 공포는 "광대공포증"이라는 용어로 알려지게 되었다.

## 유형
전 세계에서 묘사되는 다양한 유형의 광대가 있다. 여기에는 다음이 포함된다.
- 오귀스트
- 블랙페이스
- 익살꾼
- 아를레키노
- 궁정 광대
- 무언극
- 피에로
- 푸에블로
- 로데오 광대
- 떠돌이
- 화이트페이스

### 피에로와 아를레키노
현대 전통에서 화이트 광대와 오귀스트의 고전적인 짝은 콤메디아 델라르테에서 피에로와 아를레키노의 짝에 선례가 있다.
원래 아를레키노의 역할은 쾌활하고 민첩하며 재치 있는 하인이었고, 더 엄격하고 우울한 피에로와 짝을 이루었다.
18세기 영국 아를레키노극에서 아를레키노는 광대와 짝을 이루었다.
1800년경 조지프 그리말디가 발전시킨 광대는 더 세련된 아를레키노(더 낭만적인 캐릭터가 됨)에 대한 장난스럽고 거친 대조적인 인물이 되었다. 빅토리아 시대 영국에서 가장 영향력 있는 이러한 짝은 1860년대와 1870년대에 활동했던 페인 형제였다.

### 화이트와 오귀스트

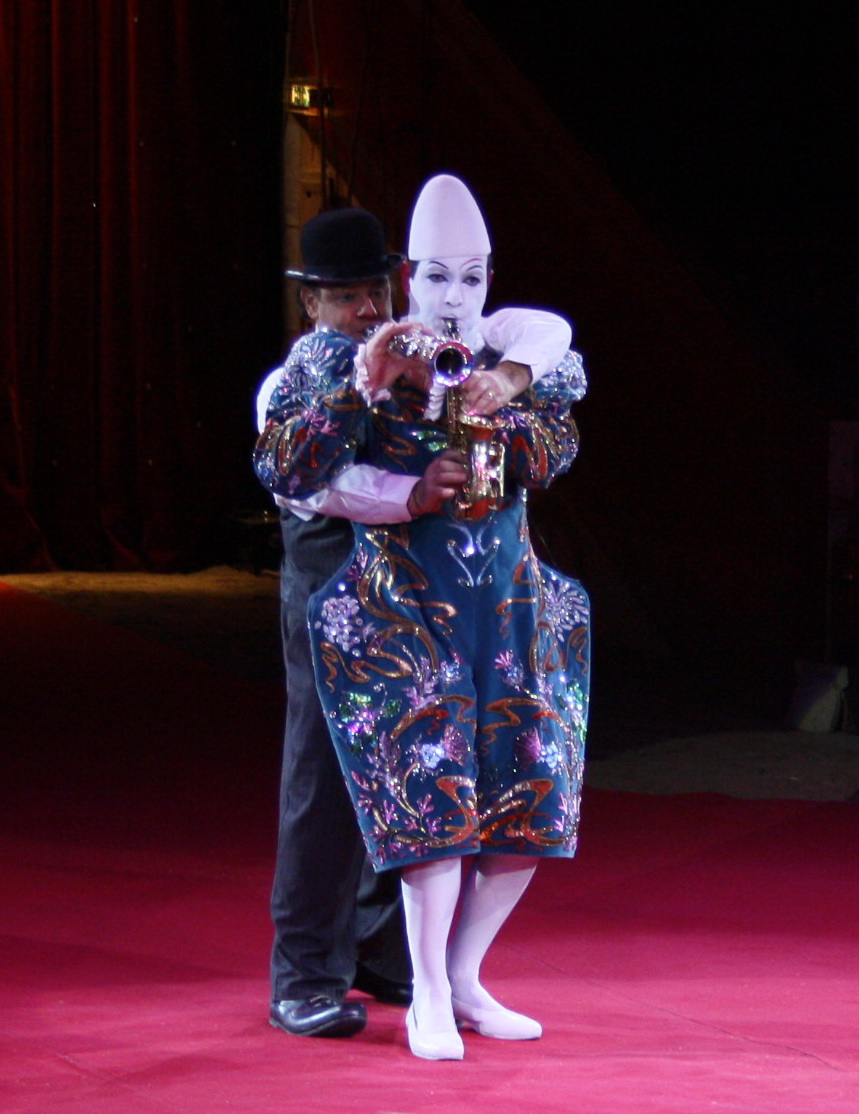
프랑스의 레 로시안, 화이트 광대와 어색한 오귀스트

화이트 광대, 또는 프랑스어로 클로운 블랑(clown blanc)은 서투른 오귀스트와는 대조적으로 세련된 캐릭터이다. 이 두 유형은 또한 슬픈 광대(블랑)와 행복한 광대(오귀스트)로 구분된다.
오귀스트의 얼굴 기본 메이크업 색상은 흰색이 아닌 분홍색, 빨간색 또는 황갈색의 변형이다. 특징은 크기가 과장되어 있으며, 일반적으로 빨간색과 검은색이다. 입은 흰색(총구라고 함)으로 두껍게 윤곽이 그려져 있으며 눈도 마찬가지이다. 캐릭터에 맞게 오귀스트는 잘 맞는 복장이나 맞지 않는 의상(크거나 너무 작은)을 입을 수 있으며, 둘 다 적절하다. 대담한 색상, 큰 프린트나 패턴, 멜빵은 종종 오귀스트 의상을 특징짓는다.
오귀스트 캐릭터 유형은 종종 무정부주의자, 익살꾼 또는 바보이다. 그는 영리하고 화이트페이스보다 훨씬 낮은 지위를 가지고 있다. 고전적으로 화이트페이스 캐릭터는 오귀스트 캐릭터에게 자신의 명령을 수행하도록 지시한다. 오귀스트는 주어진 작업을 수행하는 데 어려움을 겪으며, 이는 재미있는 상황으로 이어진다. 때때로 오귀스트는 무정부주의자의 역할을 하며 화이트페이스의 지시를 고의적으로 따르지 않는 데 어려움을 겪는다. 때때로 오귀스트는 혼란스러워하거나 어리석어서 덜 의도적으로 실수를 저지른다.
콘트라-오귀스트는 화이트 광대와 오귀스트 캐릭터 사이의 중재자 역할을 한다. 그는 화이트 광대보다 낮은 지위를 가지지만 오귀스트보다 높은 지위를 가진다. 그는 화이트 광대처럼 되고 싶어하며 종종 화이트 광대가 하는 모든 것을 모방하여 승인을 얻으려고 노력한다. 콘트라-오귀스트 캐릭터가 있다면, 그는 종종 화이트페이스의 지시를 받아 오귀스트가 잘못된 행동을 할 때 교정한다.

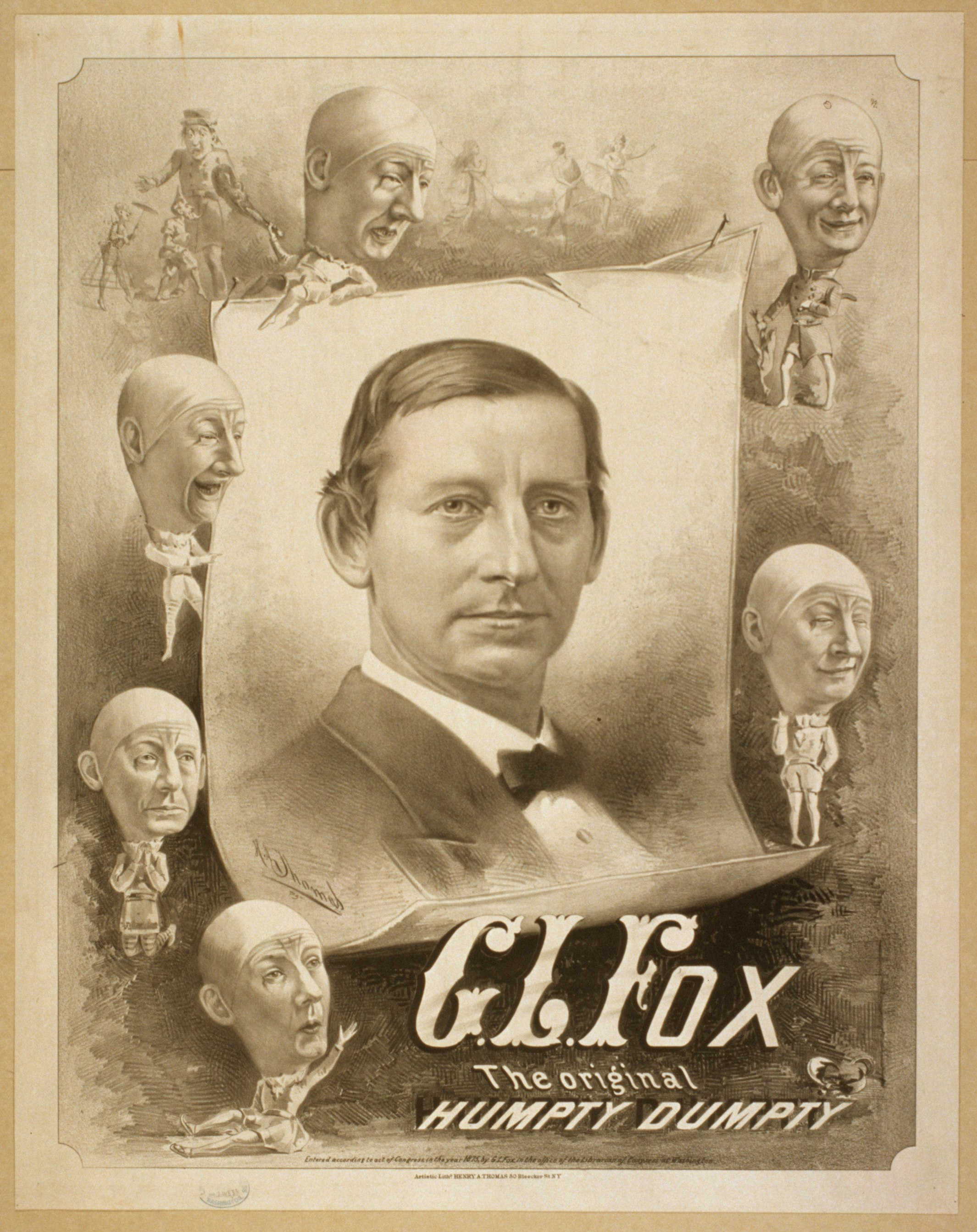
G.L. 폭스, 오리지널 험티 덤티, c. 1860년대

화이트페이스 메이크업을 한 광대는 크게 두 가지 유형이 있다.
고전적인 화이트 광대는 피에로 캐릭터에서 파생되었다. 그의 메이크업은 흰색이며, 보통 눈썹과 같은 얼굴 특징이 검은색으로 강조된다. 그는 무례하거나 기괴한 오귀스트 유형과는 대조적으로 더 지적이고 세련된 광대이다. 프란체스코 카롤리와 글렌 리틀은 이 유형의 예시이다. 두 번째 유형의 화이트페이스는 보조 더 클라운 유형의 익살스러운 광대이며, 코미디 또는 그로테스크 화이트페이스로 알려져 있다. 이 유형은 특히 빨간 코와 빨간 입, 종종 부분적인 (주로 빨간색) 머리카락과 함께 기괴하게 강조된 특징을 가지고 있다.
애벗과 코스텔로의 코미디 파트너십에서 버드 애벗은 고전적인 화이트페이스였을 것이고 루 코스텔로는 코미디 화이트페이스 또는 오귀스트였을 것이다.
전통적으로 화이트페이스 광대는 얼굴과 목 전체를 덮는 광대 흰색 메이크업을 사용하여 밑에 깔린 자연 피부가 보이지 않도록 한다. 유럽 화이트페이스 메이크업에서는 귀를 빨갛게 칠한다.
화이트페이스 메이크업은 1801년 조지프 그리말디가 처음 고안했다. 그는 얼굴, 목, 가슴에 흰색 바탕을 칠한 다음 뺨에 빨간색 삼각형을 더하고, 두꺼운 눈썹과 장난기 있는 미소를 짓는 커다란 빨간 입술을 그렸다. 그리말디의 디자인은 많은 현대 광대들이 사용한다. 그리말디의 전기 작가인 앤드루 맥코넬 스토트에 따르면, 이 디자인은 1800년대의 가장 중요한 연극 디자인 중 하나였다.
미국 최초의 위대한 화이트페이스 광대는 무대 스타 조지 L. 폭스였다. 그리말디에게서 영감을 받은 폭스는 1860년대에 미국 전역에서 험티 덤티 이야기를 대중화했다.

### 공포 속에서
무서운 광대(또는 사악한 광대, 킬러 광대라고도 함)는 전통적인 코믹 광대 캐릭터를 전복시킨 것으로, 장난스러운 유형이 공포 요소와 블랙 코미디를 사용하여 더욱 불쾌한 모습으로 묘사된다. 이 캐릭터는 광대 공포증(광대에 대한 공포 장애)이 있는 사람들이 느끼는 불안감을 자극하는 것으로 볼 수 있다. 사악한 광대의 현대적 원형은 1940년부터 DC 코믹스 캐릭터인 조커에 의해, 그리고 다시 스티븐 킹의 소설 <그것>에 나오는 페니와이즈에 의해 대중화되었는데, 이는 현대 관객에게 사악한 광대에 대한 공포를 소개했다. 소설에서 동명의 캐릭터는 주로 아이들을 광대("페니와이즈")의 형태로 유인한 다음 피해자가 가장 두려워하는 모습으로 변신하여 잡아먹는 범차원적인 괴물이다.

### 캐릭터
캐릭터 광대는 정육점 주인, 제빵사, 경찰관, 주부 또는 호보와 같은 특정 유형의 기이한 캐릭터를 채택한다. 이러한 유형의 광대의 대표적인 예는 서커스 떠돌이인 오토 그리블링과 에미트 켈리이다. 레드 스켈턴, 해럴드 로이드, 버스터 키턴, 찰리 채플린, 로언 앳킨슨 및 사샤 배런 코언은 모두 캐릭터 광대의 정의에 부합한다.
캐릭터 광대 분장은 표준적인 인간 얼굴에 코믹한 기울기를 더한 것이다. 그들의 분장은 살색 바탕으로 시작하며 안경, 콧수염, 수염부터 주근깨, 사마귀, 큰 귀 또는 이상한 헤어스타일까지 모든 것을 사용할 수 있다.
미국 서커스에서 가장 널리 퍼진 캐릭터 광대는 호보, 떠돌이 또는 부랑자 광대이다. 미국 캐릭터 광대 유형에는 미묘한 차이가 있다. 이러한 광대 유형 간의 주요 차이점은 태도이다. 미국 서커스 전문가인 호비 버제스에 따르면, 그들은 다음과 같다.
- 호보: 이주하며 여행하는 곳에서 일자리를 찾는다. 운이 나쁘지만 긍정적인 태도를 유지한다.
- 떠돌이: 이주하며 여행하는 곳에서 일하지 않는다. 운이 나쁘고 자신의 상황에 대해 우울해한다.
- 부랑자: 이주하지 않으며 일하지 않는다.

## 단체
세계 광대 협회는 광대, 저글링 예술가, 마술사, 얼굴 페인팅 예술가를 위한 세계적인 단체이다. 주로 미국에서 연례 회의를 개최한다.
클라운즈 오브 아메리카 인터내셔널은 미네소타에 기반을 둔 비영리 광대 예술 회원 단체로 "진지한 아마추어, 준전문가 및 전문 광대를 위한 공유, 교육 및 모임 장소 역할을 하는 것"을 목표로 한다.
클라운즈 인터내셔널은 1940년대로 거슬러 올라가는 영국의 광대 단체이다. 이 단체는 광대 달걀 등록소를 담당하고 있다.

## 용어

### 역할과 기술
서커스에서 광대는 다른 서커스 역할이나 기술을 수행할 수도 있다. 광대는 줄타기, 저글링, 외발자전거, 사회자와 같은 기술을 수행하거나 동물을 탈 수 있다. 광대는 관현악단에 "앉아" 연주할 수도 있다. 다른 서커스 공연자들도 일시적으로 광대 역할을 대신하여 광대 의상을 입고 자신의 기술을 선보일 수 있다.

### 틀
틀은 광대가 연기를 구성하는 데 도움이 되는 연기의 일반적인 개요이다. 틀은 느슨할 수 있으며, 연기의 일반적인 시작과 끝만 포함하고 나머지는 광대의 창의성에 맡기거나, 반대로 창의성을 위한 공간이 거의 없는 완전히 개발된 대본일 수도 있다.
쇼는 광대가 참여하는 전체적인 공연이며, 서커스 쇼와 같이 광대극 외의 요소가 포함될 수도 있고 포함되지 않을 수도 있다. 서커스 상황에서 광대 쇼는 일반적으로 앙트레, 사이드 디쉬, 광대 정지, 트랙 개그, 개그 및 비트의 조합으로 구성된다.

### 개그, 비트, 비즈니스
- 비즈니스 – 광대가 사용하는 개별 동작으로, 종종 광대의 캐릭터를 표현하는 데 사용된다.
- 개그 – 매우 짧은 광대 코미디 부분으로, 비트나 루틴 내에서 반복될 때 반복 개그가 될 수 있다. 개그는 느슨하게 말해 광대들이 서로에게 하는 농담이다. 개그는 시작, 중간, 끝이 있을 수도 있고 없을 수도 있다. 개그는 또한 광대들이 사용하는 소품 스턴트/트릭이나 스턴트를 지칭할 수도 있는데, 예를 들어 물총 꽃과 같은 것이다.
- 비트 – 광대의 스케치 또는 루틴으로, 무대에 오르기 전에 미리 계획하고 시간을 맞춘 하나 이상의 개그 또는 익숙한 즉흥 소재로 구성된 즉흥 비트로 이루어져 있다.

### 메뉴
- 앙트레 — 5~10분간 지속되는 광대극. 일반적으로 광대극 틀 내에서 다양한 개그와 비트로 구성된다. 앙트레는 거의 항상 블로우오프(쇼 세그먼트, 비트, 개그, 스턴트 또는 루틴의 코미디적인 끝)로 끝난다.
- 사이드 디쉬 — 더 짧은 특집 연기. 사이드 디쉬는 본질적으로 앙트레의 짧은 버전으로, 일반적으로 1~3분간 지속된다. 일반적으로 다양한 개그와 비트로 구성되며, 사이드 디쉬는 보통 광대극 틀 내에 있다. 사이드 디쉬는 거의 항상 블로우오프로 끝난다.

### 간주곡
광대 스톱 또는 간주곡은 소품과 장비가 변경되는 동안 서커스에서 광대가 잠시 등장하는 것이다. 이들은 일반적으로 몇 가지 개그 또는 여러 비트로 구성된다. 광대 스톱은 항상 시작, 중간, 끝이 있으며, 변함없이 블로우오프로 절정에 이른다. 많은 사람들은 이를 리프라이즈 또는 런인이라고도 부르며, 오늘날의 서커스에서는 그 자체로 예술 형식이다. 원래는 이전 연기를 패러디하는 비즈니스였다. 예를 들어 줄타기 연기자가 있었다면 리프라이즈는 두 개의 의자 사이에 밧줄을 놓고 광대가 그 사이를 걸어 예술가를 흉내 내려고 시도하며, 그 결과 넘어지고 굴러떨어져 관객에게 웃음을 선사하는 것이었다. 오늘날 간주곡은 훨씬 더 복잡하며, 많은 현대 쇼에서 광대 연기는 전체 쇼를 연결하는 실마리가 된다.

### 소품 묘기
가장 잘 알려진 광대 묘기 중에는 물을 뿜는 꽃, 작은 차에서 너무 많은 광대가 튀어나오는 묘기, 고무 닭으로 무엇이든 하는 것, 자기 발(또는 공기 주머니나 바닥의 상상 속 흠집)에 걸려 넘어지는 것, 또는 수많은 우스꽝스러운 차량이나 광대 자전거를 타는 것 등이 있다. 개별 소품 묘기는 일반적으로 개별 비트로 간주된다.

## 갤러리

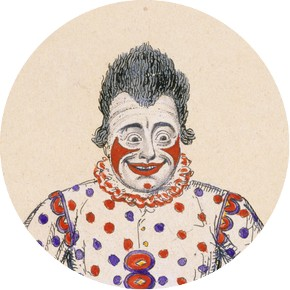
조지프 그리말디가 광대로 분장한 모습으로, 직접 고안한 메이크업 디자인을 보여준다 (1820)
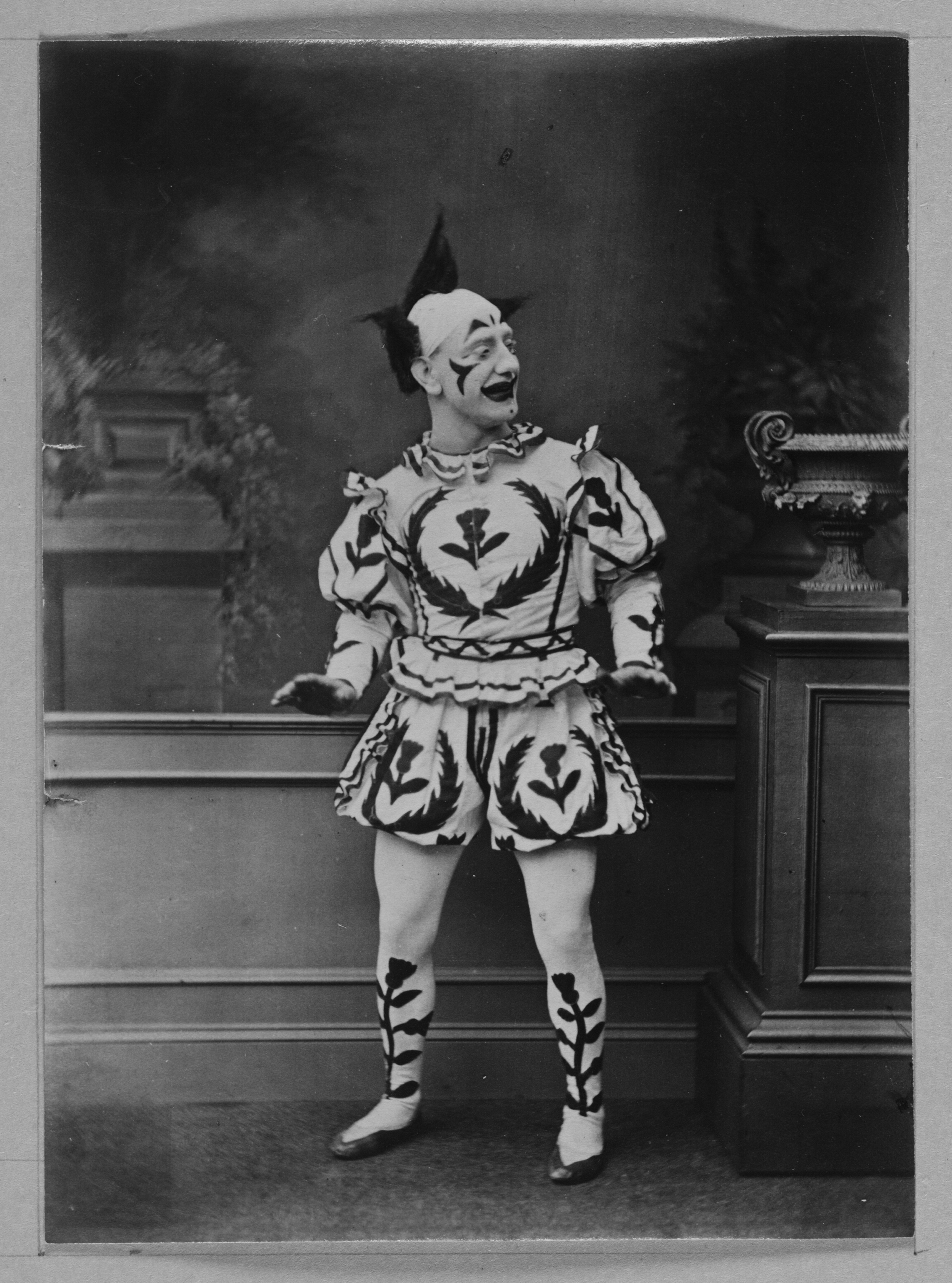
광대 의상을 입은 배우 ( 1870c.)
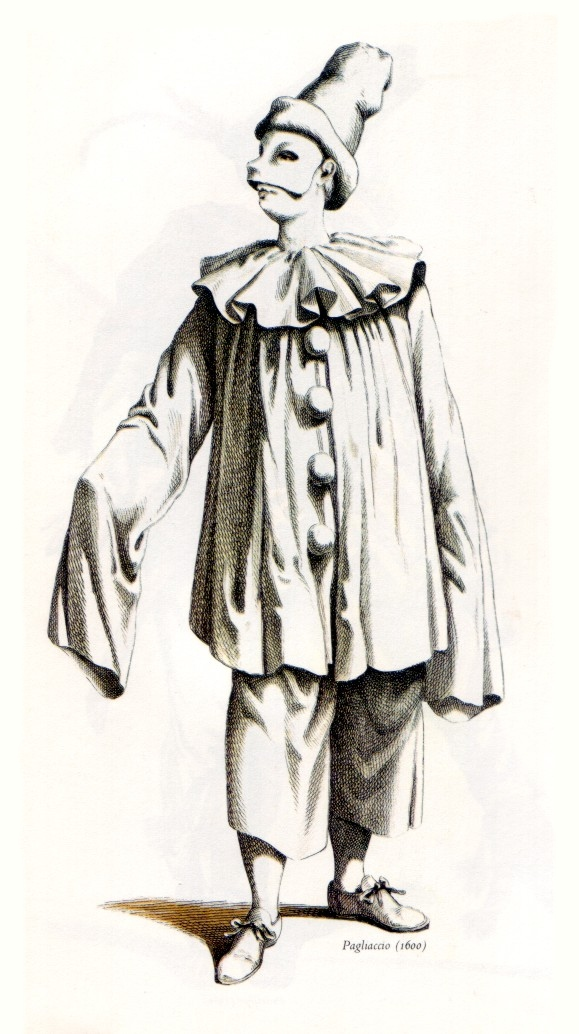
1600년경 이탈리아의 파글리아초 (모리스 상, 마스크와 익살꾼 (이탈리아 코미디), 1860)
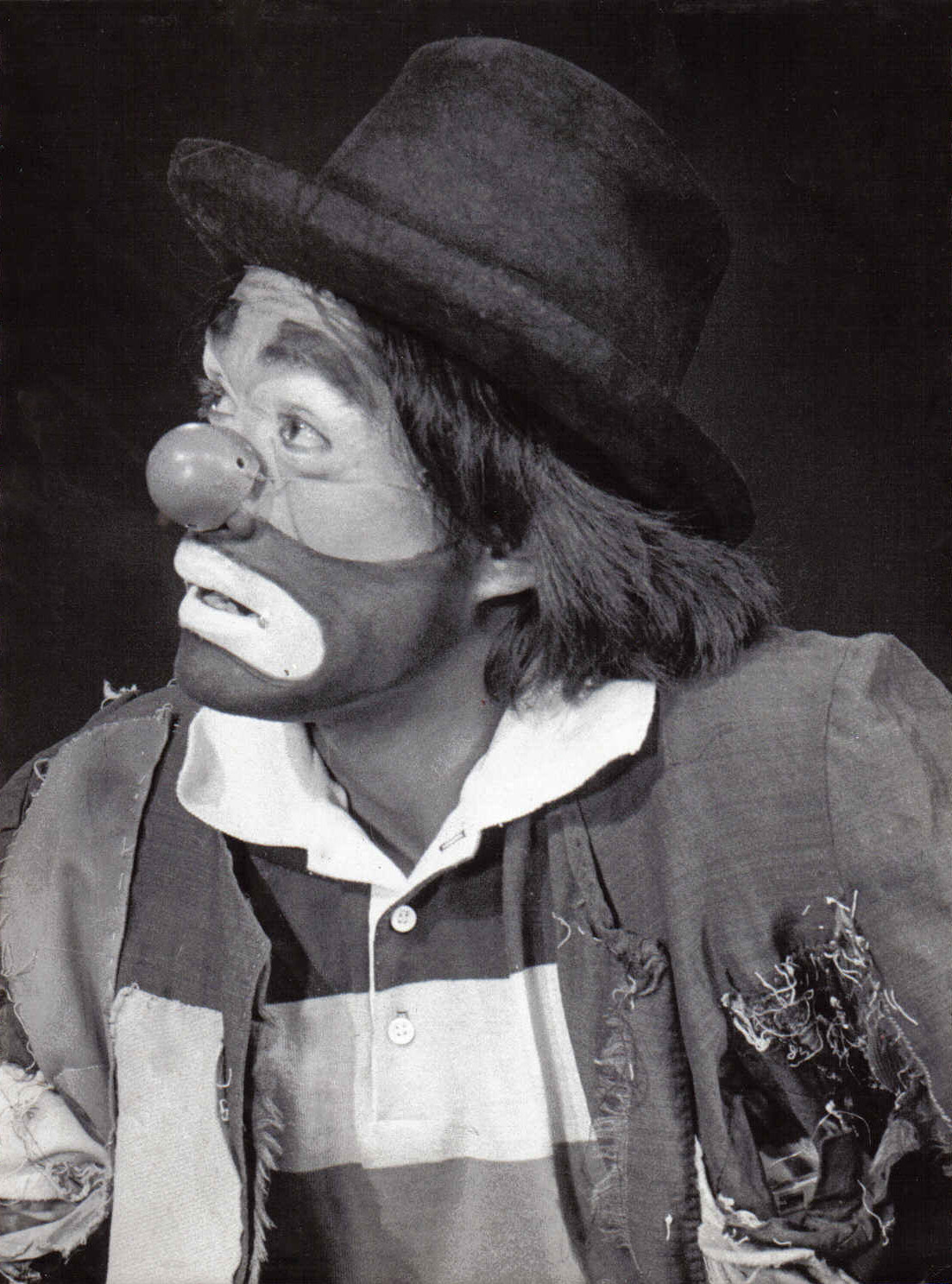
추친 (호세 데 헤수스 메드라노), 1960년대 후반부터 1984년까지 활동한 유명한 멕시코 서커스 광대
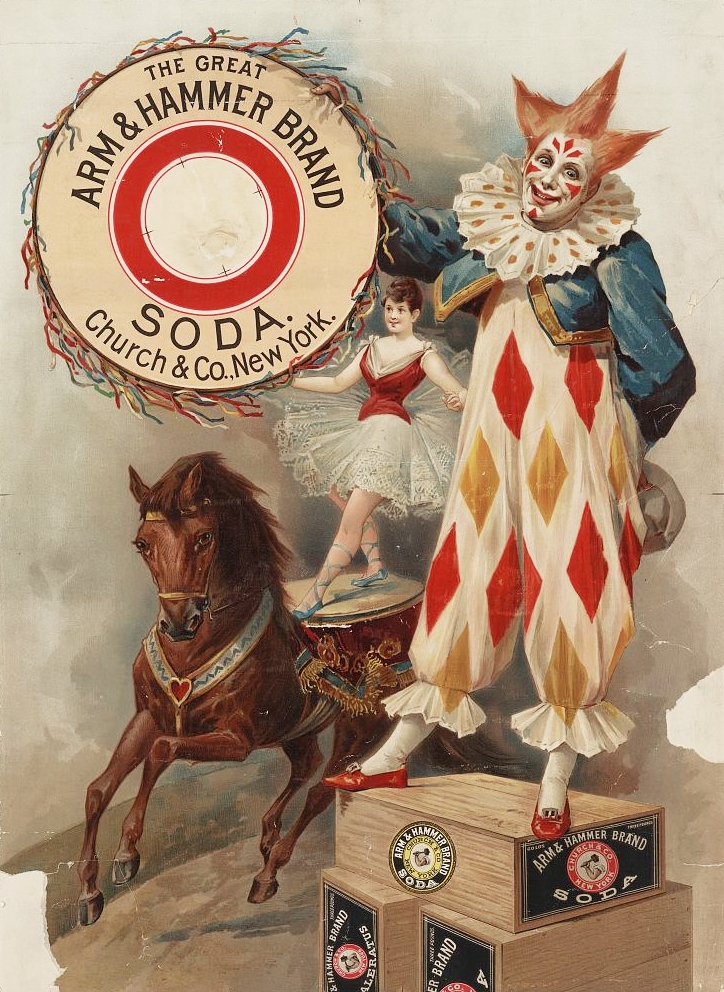
암앤해머 소다 광고 포스터 속 서커스 광대 ( 1900c.)
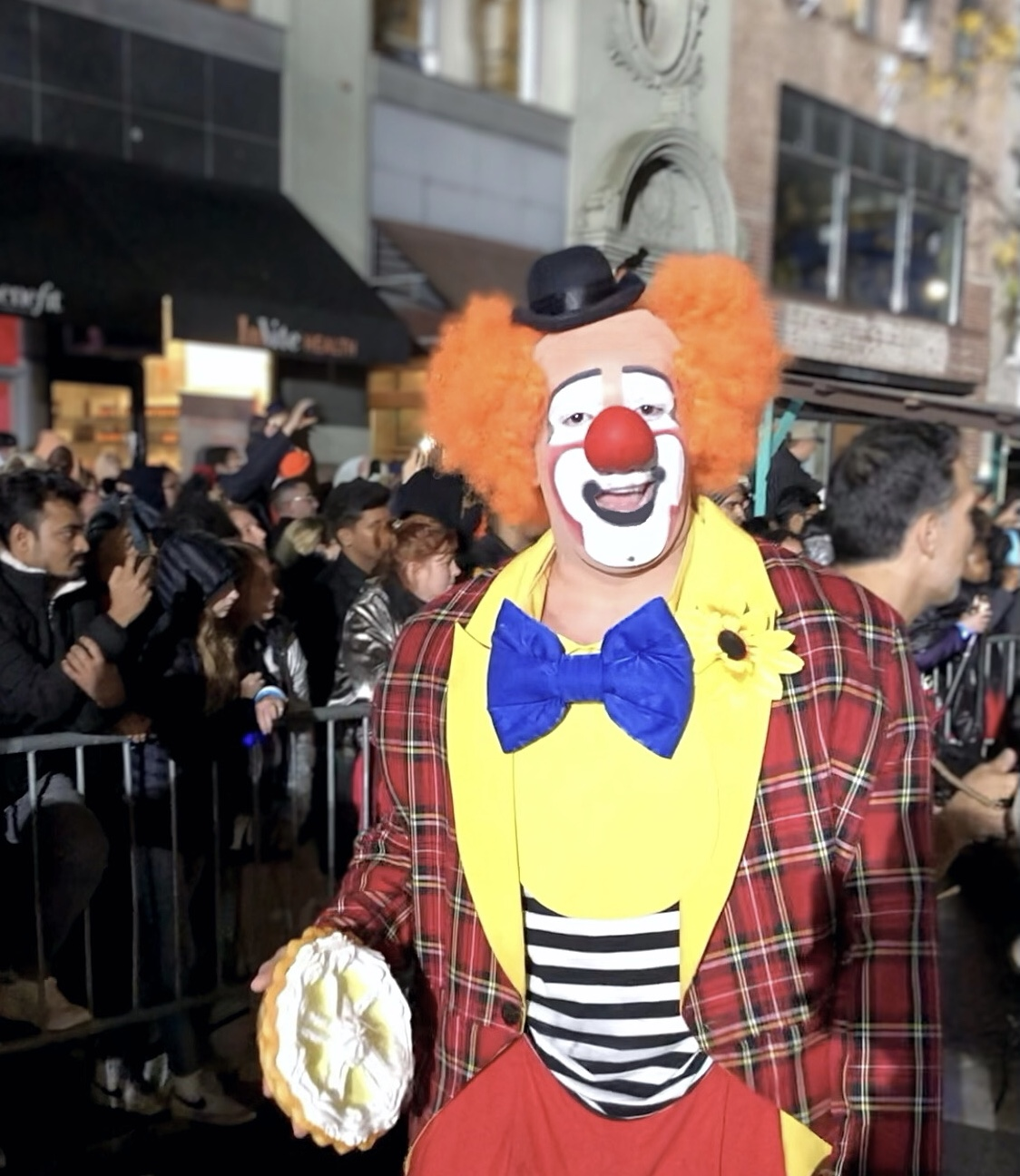
광대는 종종 파이 던지기 개그와 연관된다. 퍼레이드에서 파이를 들고 있는 오귀스트 광대.
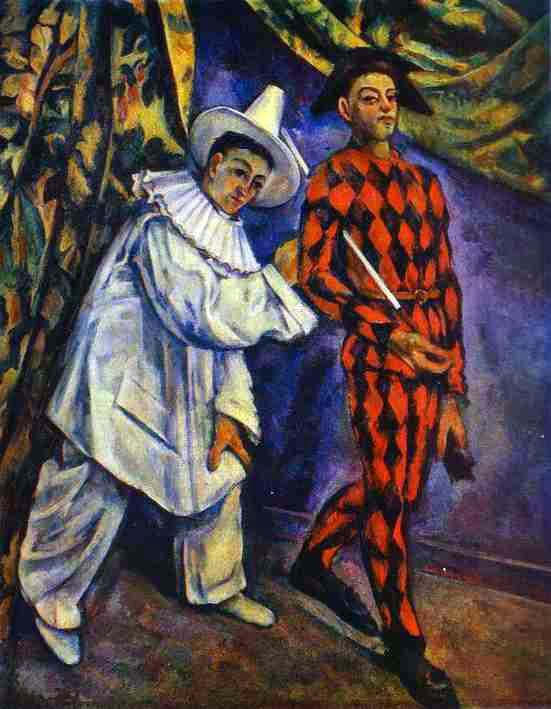
폴 세잔의 피에로와 아를레키노 (1898)
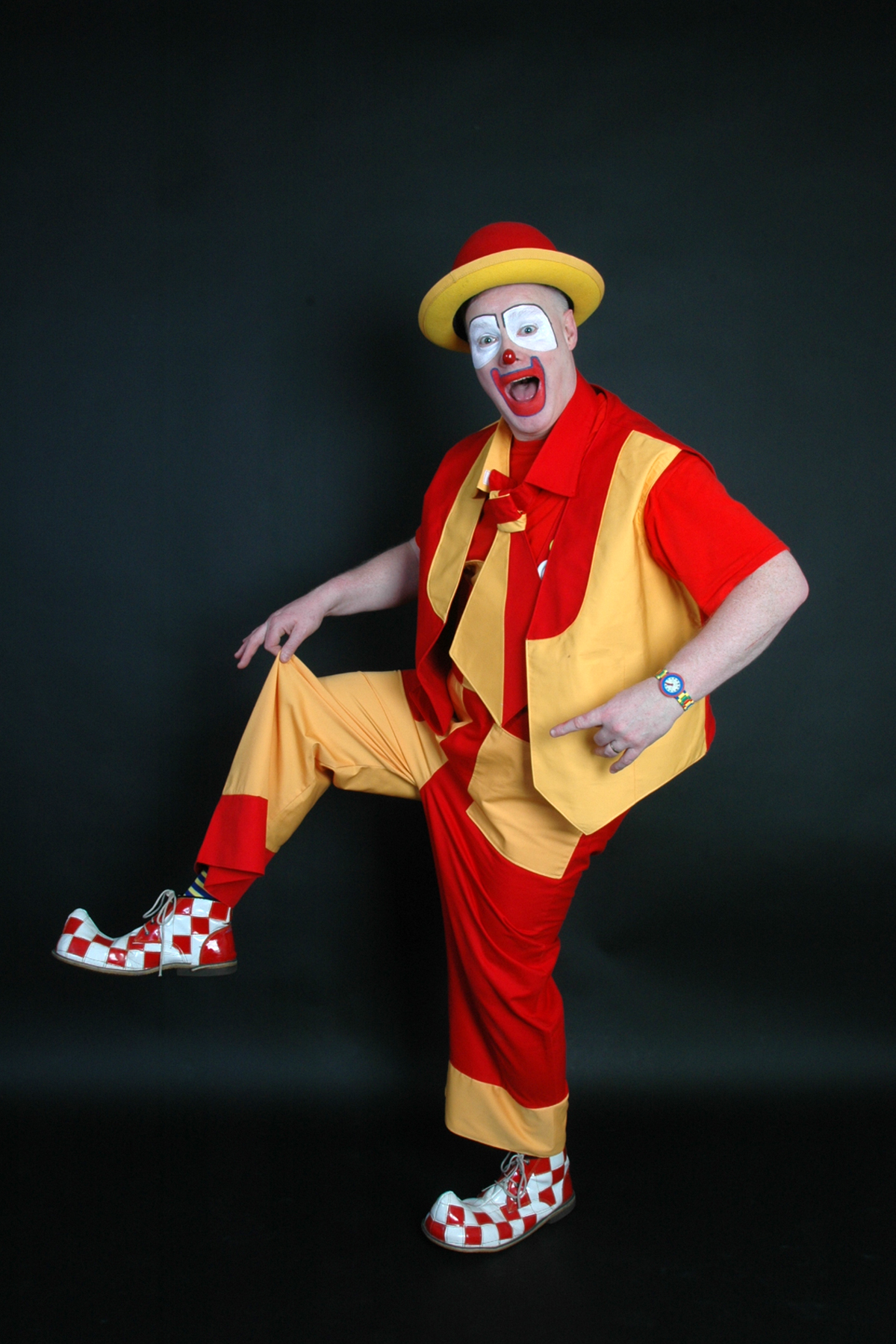
스마일리 더 클라운
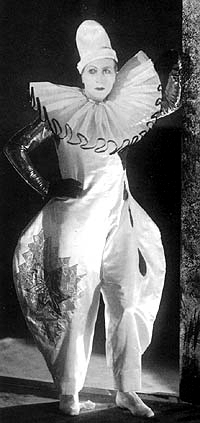
스웨덴 배우 예스타 에크만 (시니어) (1890–1938)가 레오니트 안드레예프의 연극 <뺨 맞는 사람> (1926)에서 화이트페이스 광대로 분장한 모습
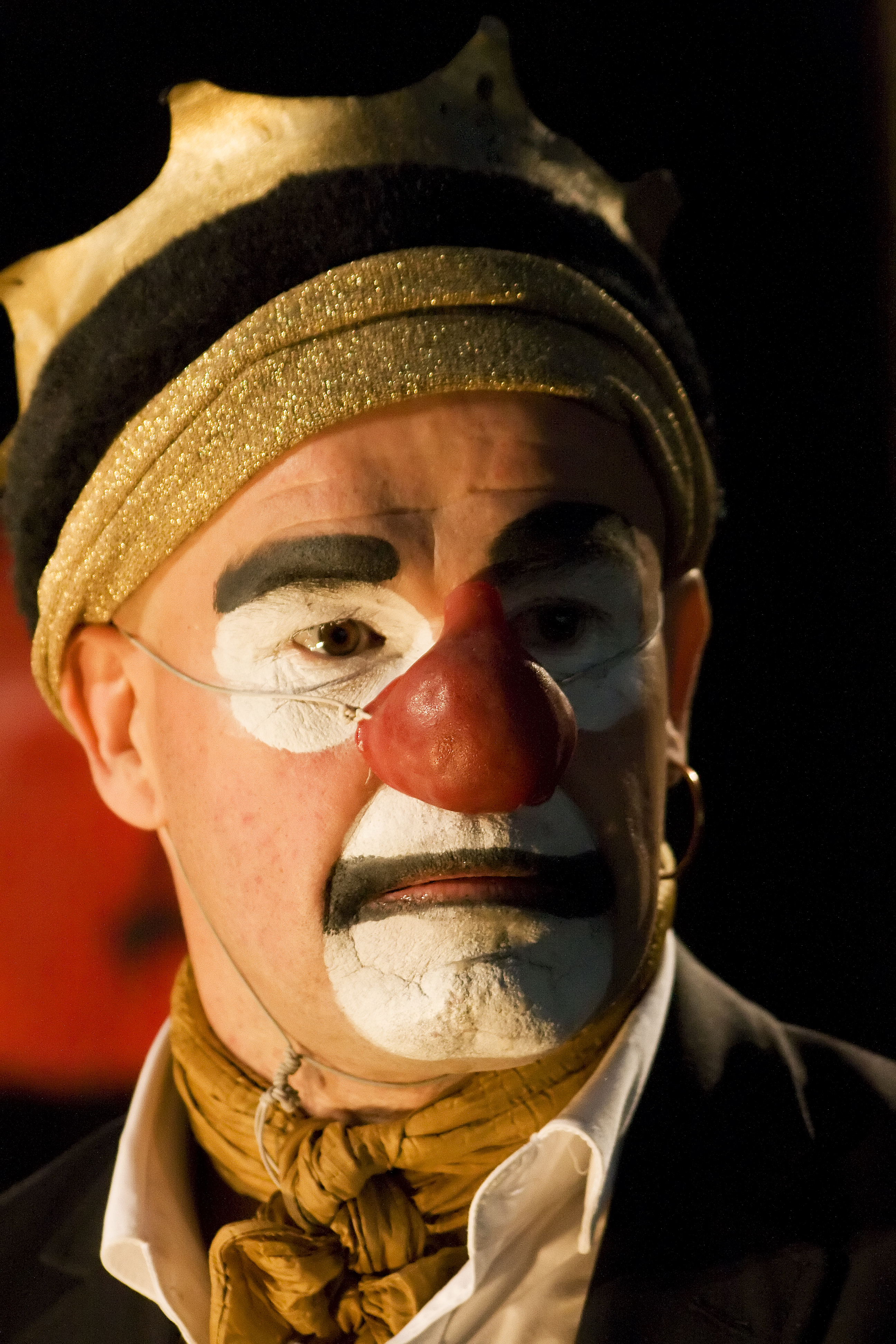
오귀스트의 전형적인 모습; 흰색 주둥이와 눈 (스웨덴 배우 라세 바이스커([[:sv:{{{3}}}|스웨덴어판]])가 1 2 3 슌크([[:sv:{{{3}}}|스웨덴어판]]) 공연 중, 2008년 사진)
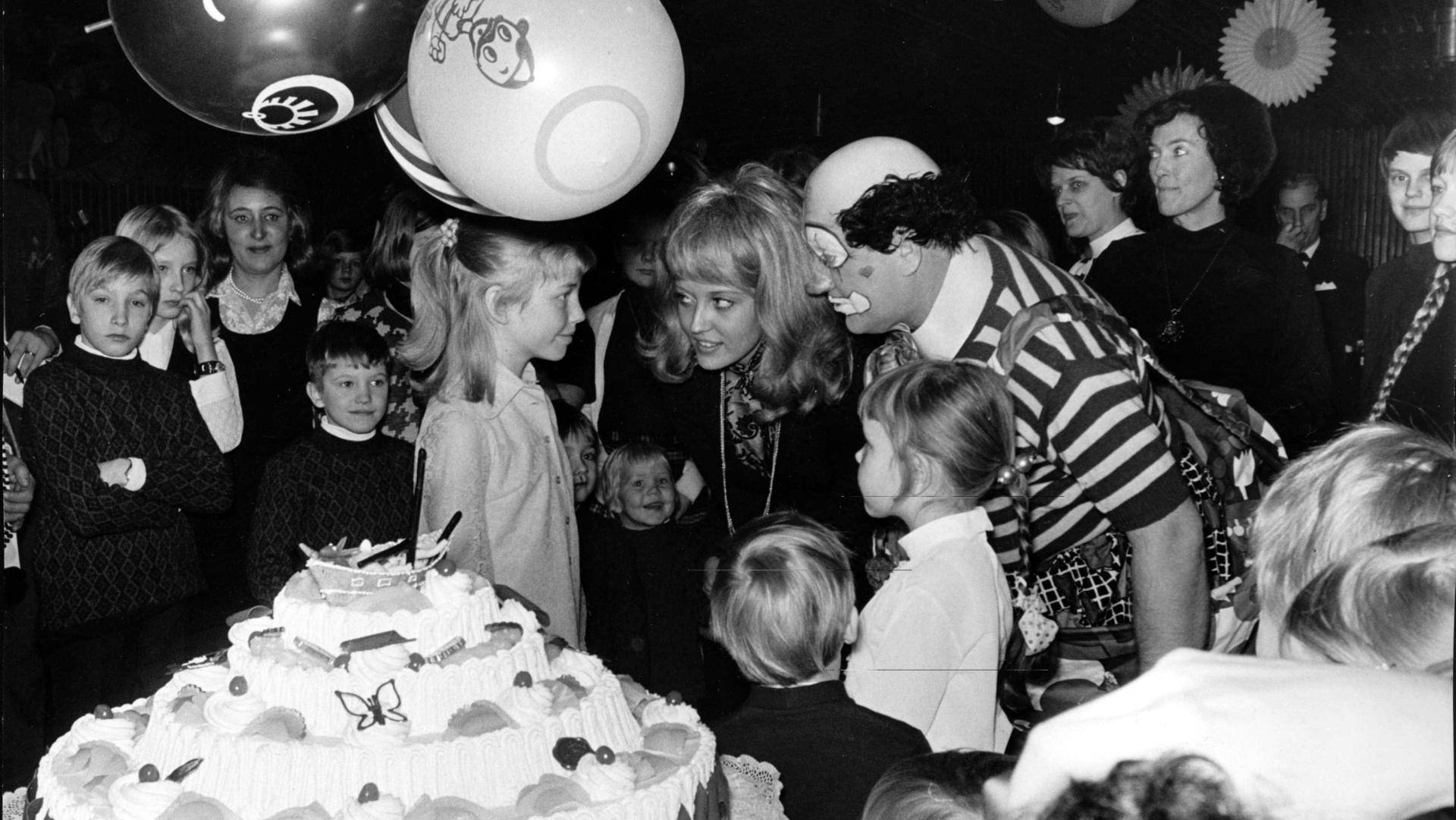
10세 스웨덴 배우 잉에르 닐손이 1970년 2월 핀란드 헬싱키를 방문했을 때; 그녀는 이곳 헬싱키 아이스 홀에서 핀란드 광대 온니 기데온과 함께 있는 모습이 보인다.
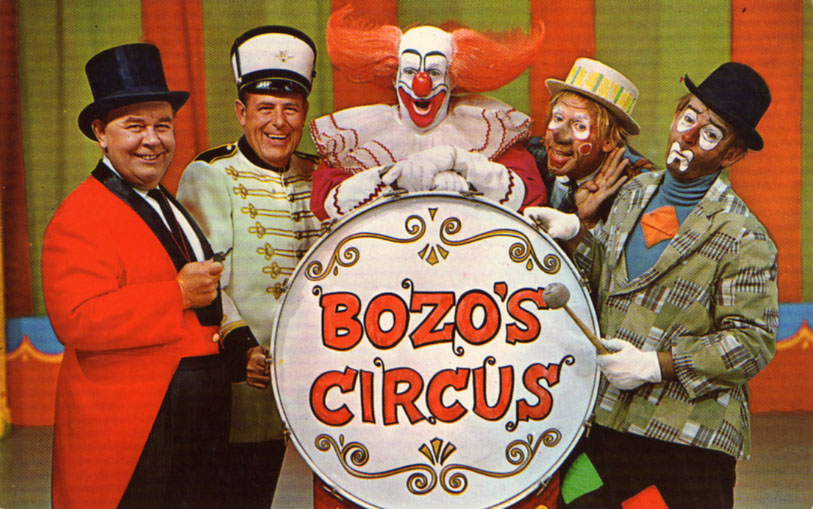
1968년 엽서, 보조 서커스의 주연 배우들 (WGN-TV); 왼쪽부터 링마스터 네드 (네드 로크), 밥 씨(밴드 리더 밥 트렌들러), 보조 더 클라운 (밥 벨), 올리버 O. 올리버 (레이 레이너), 샌디 더 클라운 (돈 샌드버그)
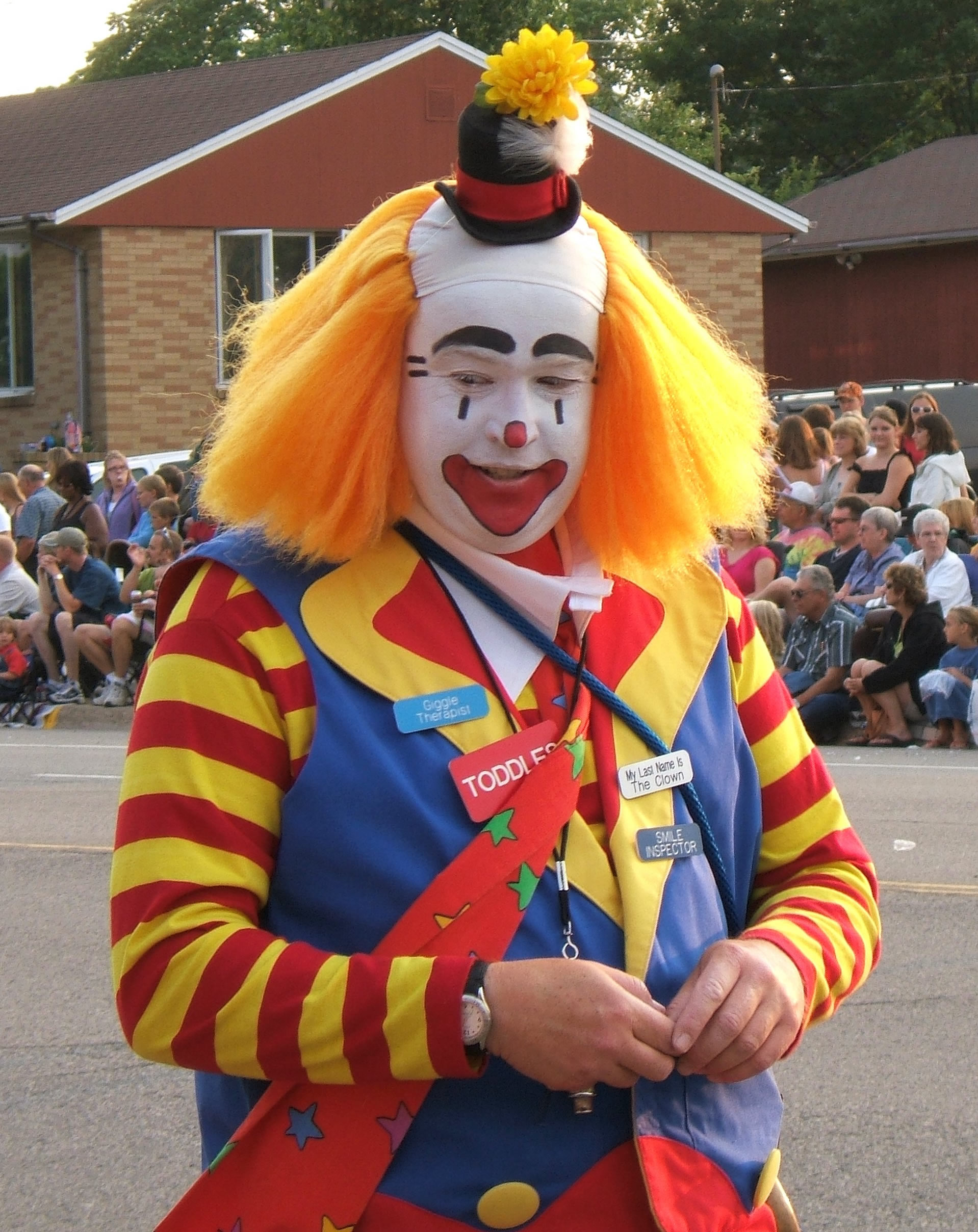
토들스 더 클라운
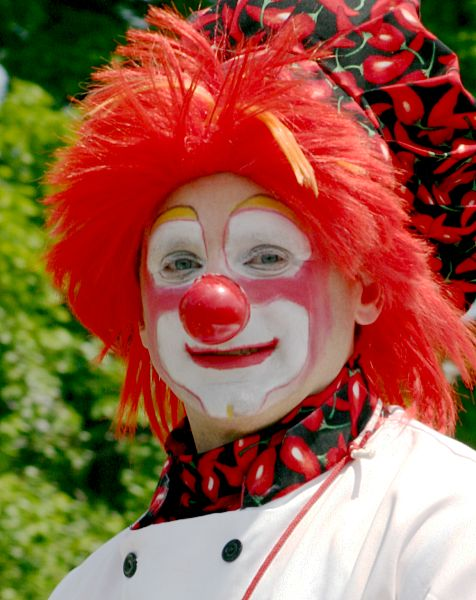
2004년 메모리얼 데이 퍼레이드에서 광대
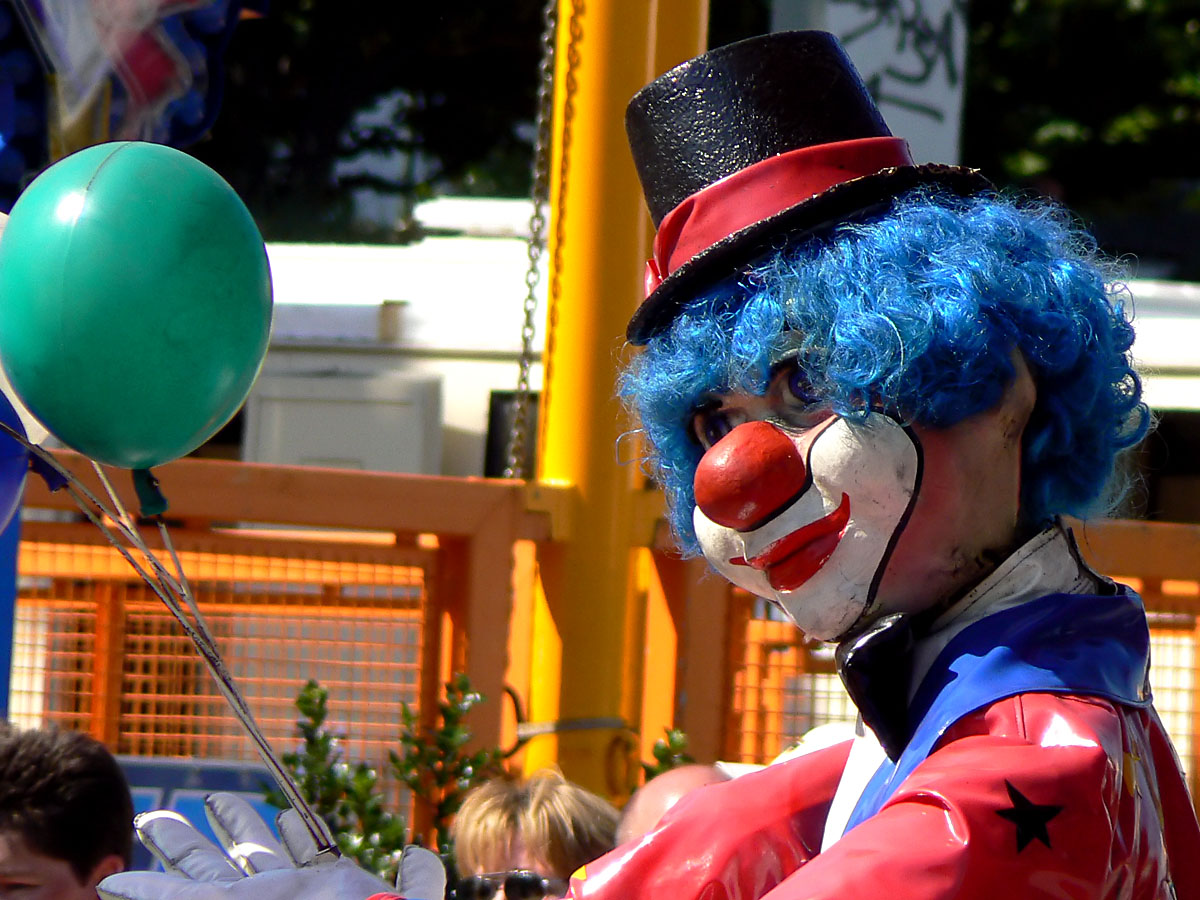
뒤셀도르프의 광대
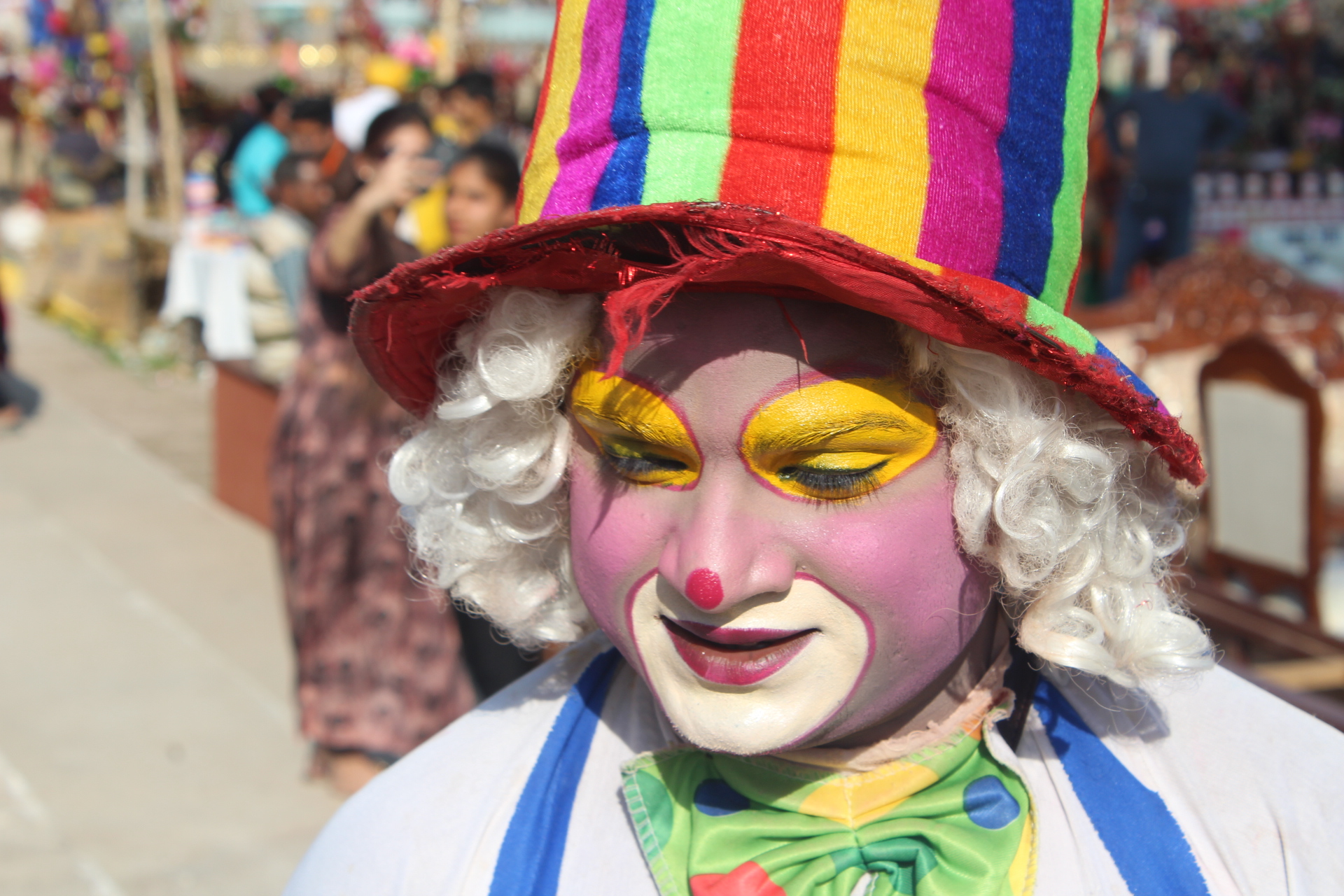
조커 광대
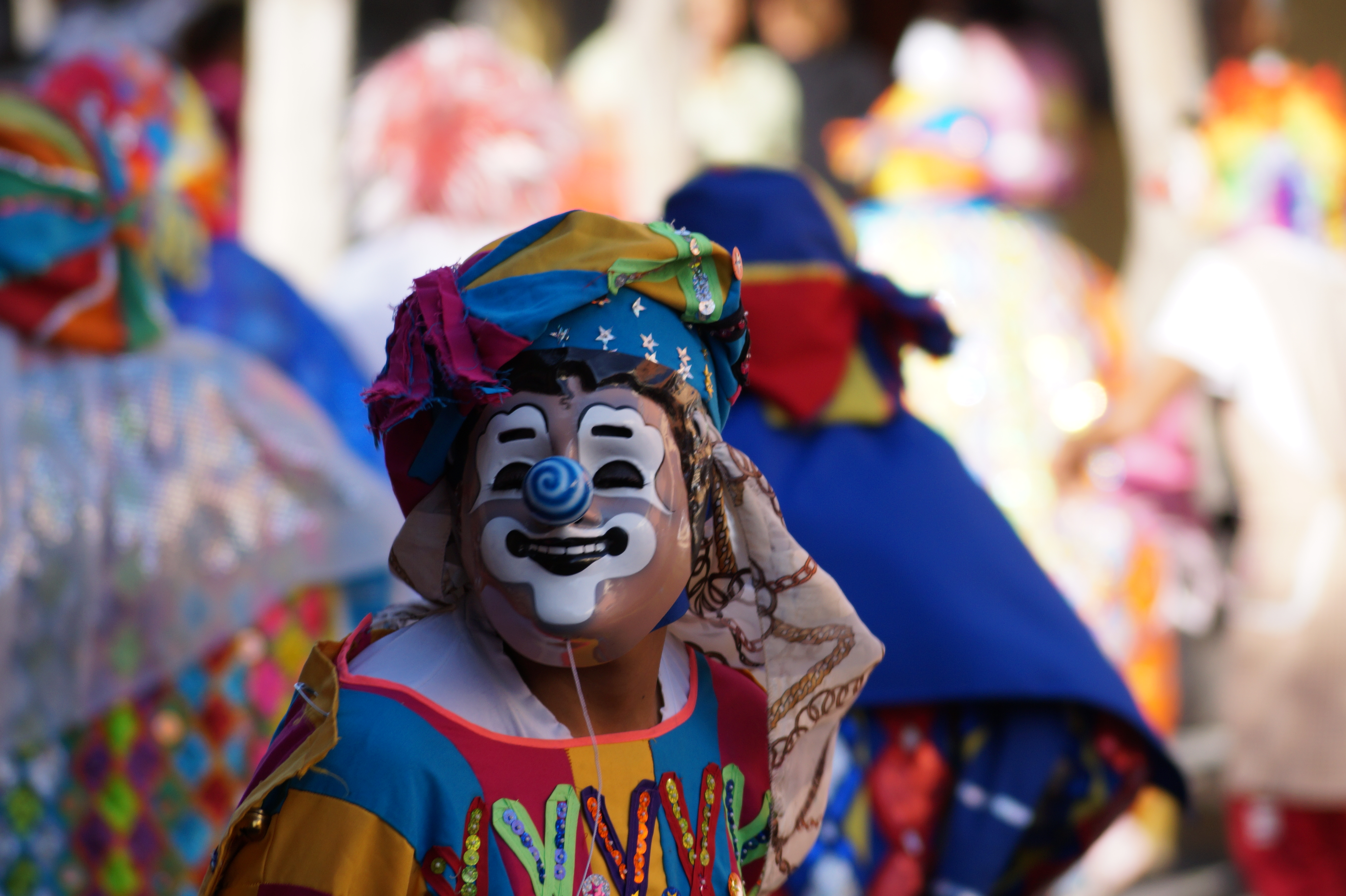
카니발 조커
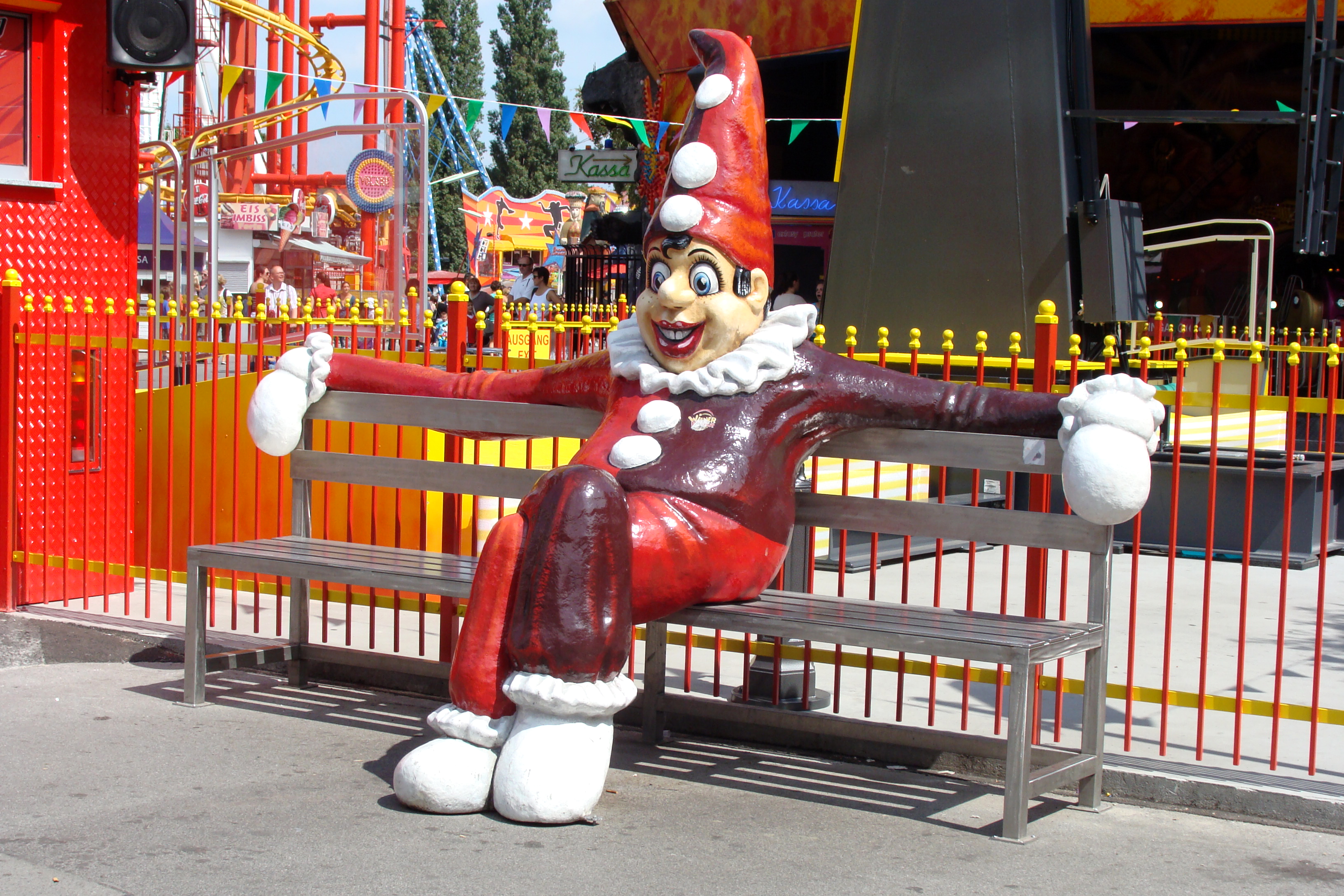
부르스텔프라터 놀이공원에 있는 광대 조각상, 빈
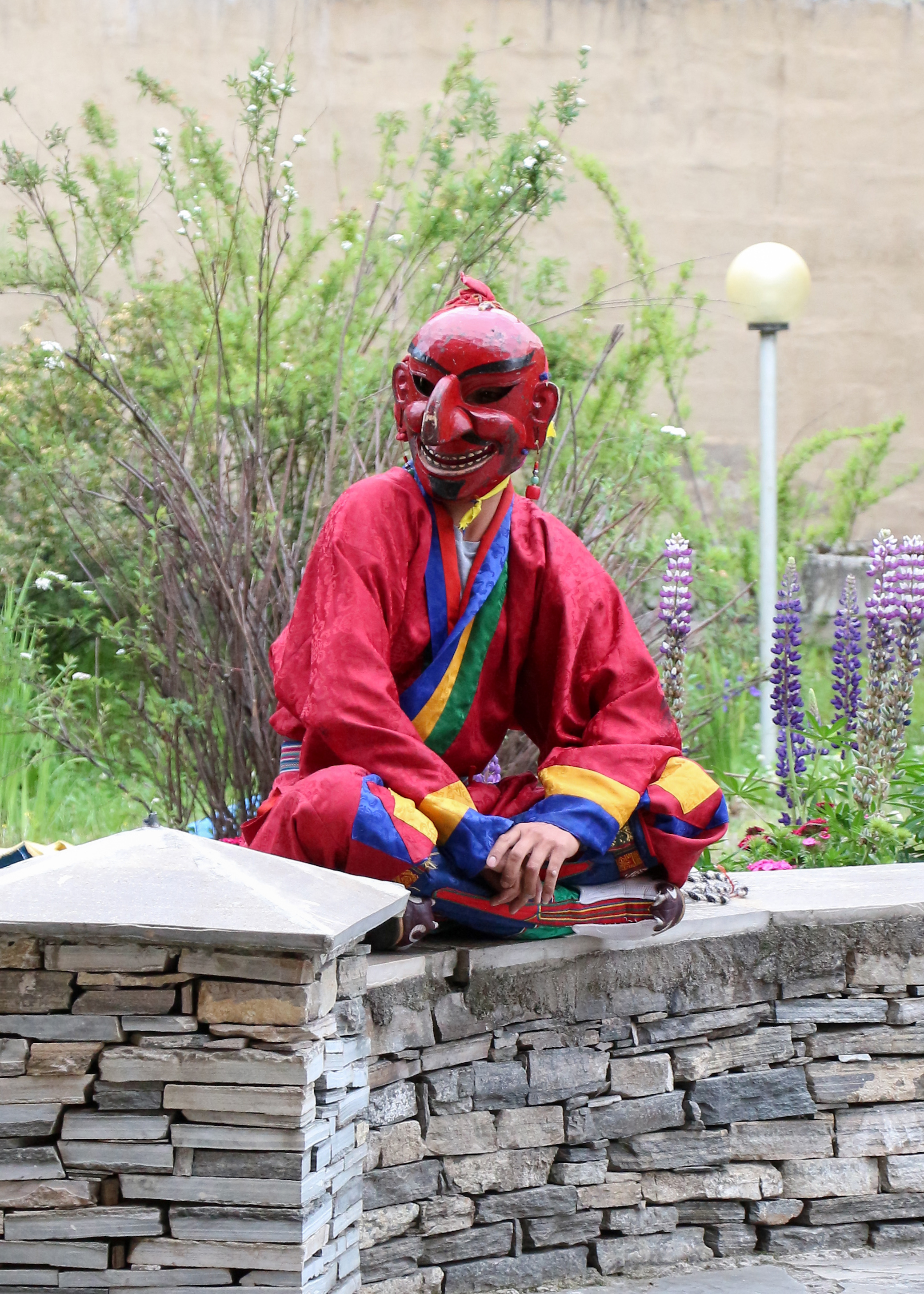
부탄 파로의 부탄 광대
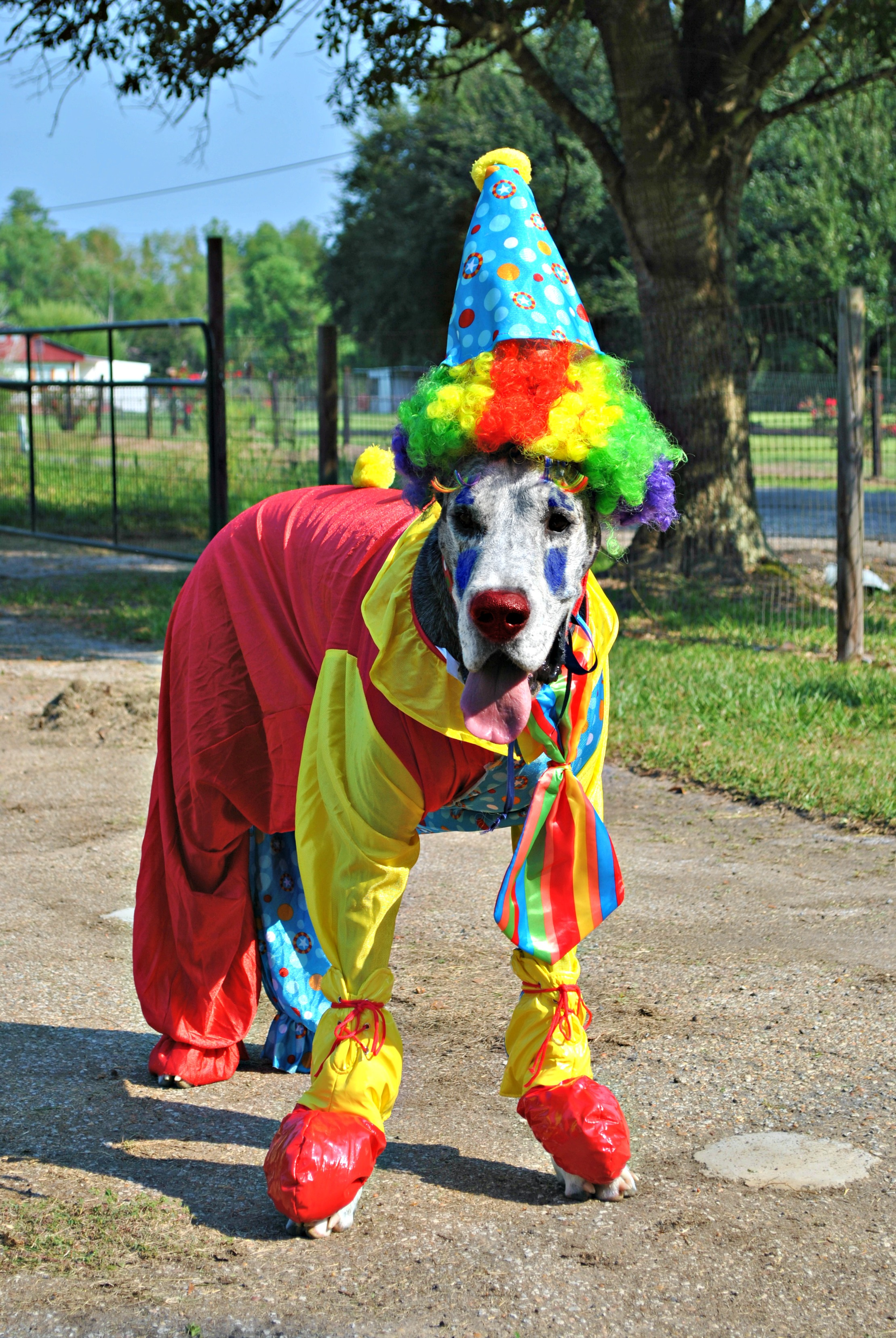
광대견
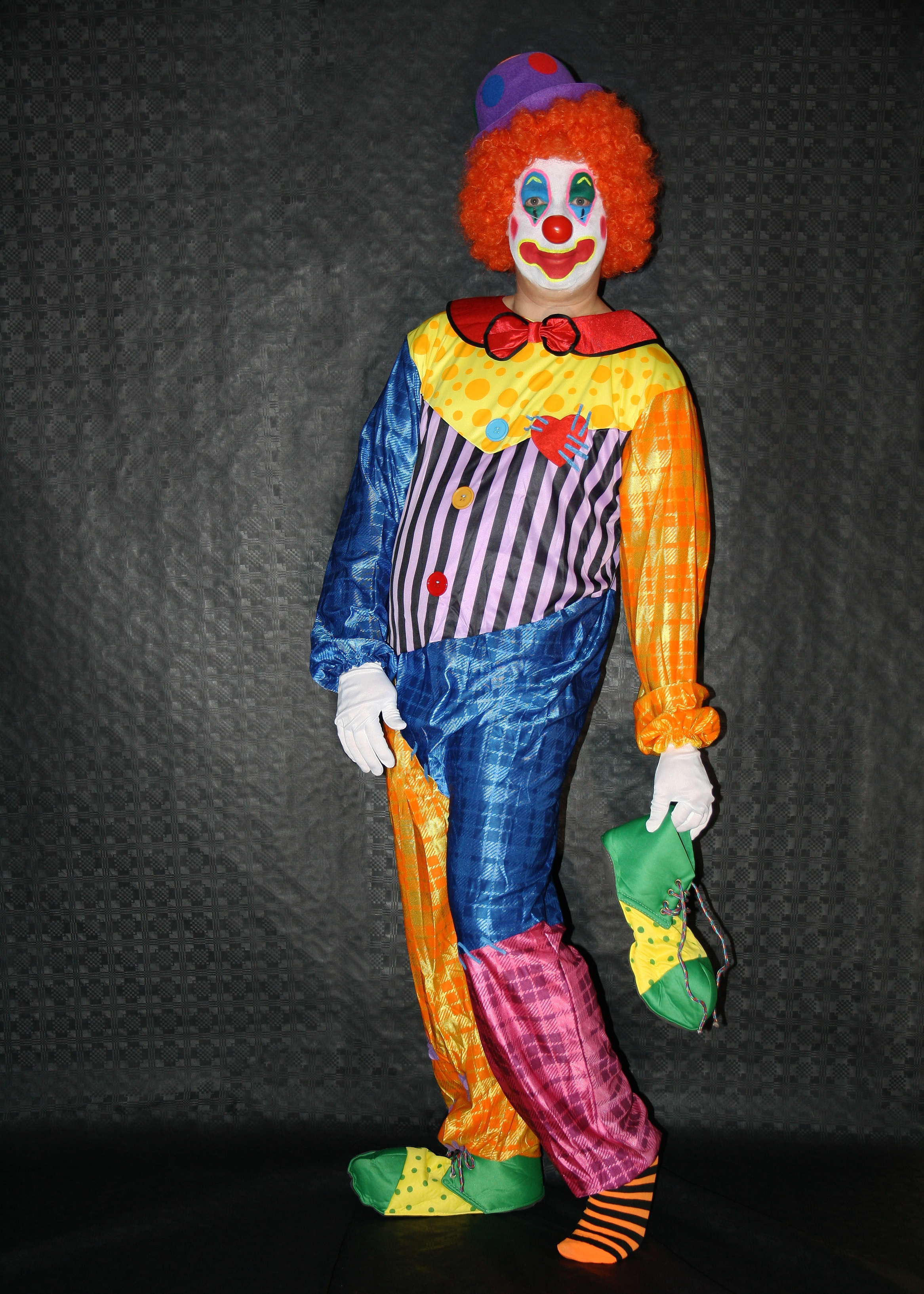
광대 의상을 입은 남자
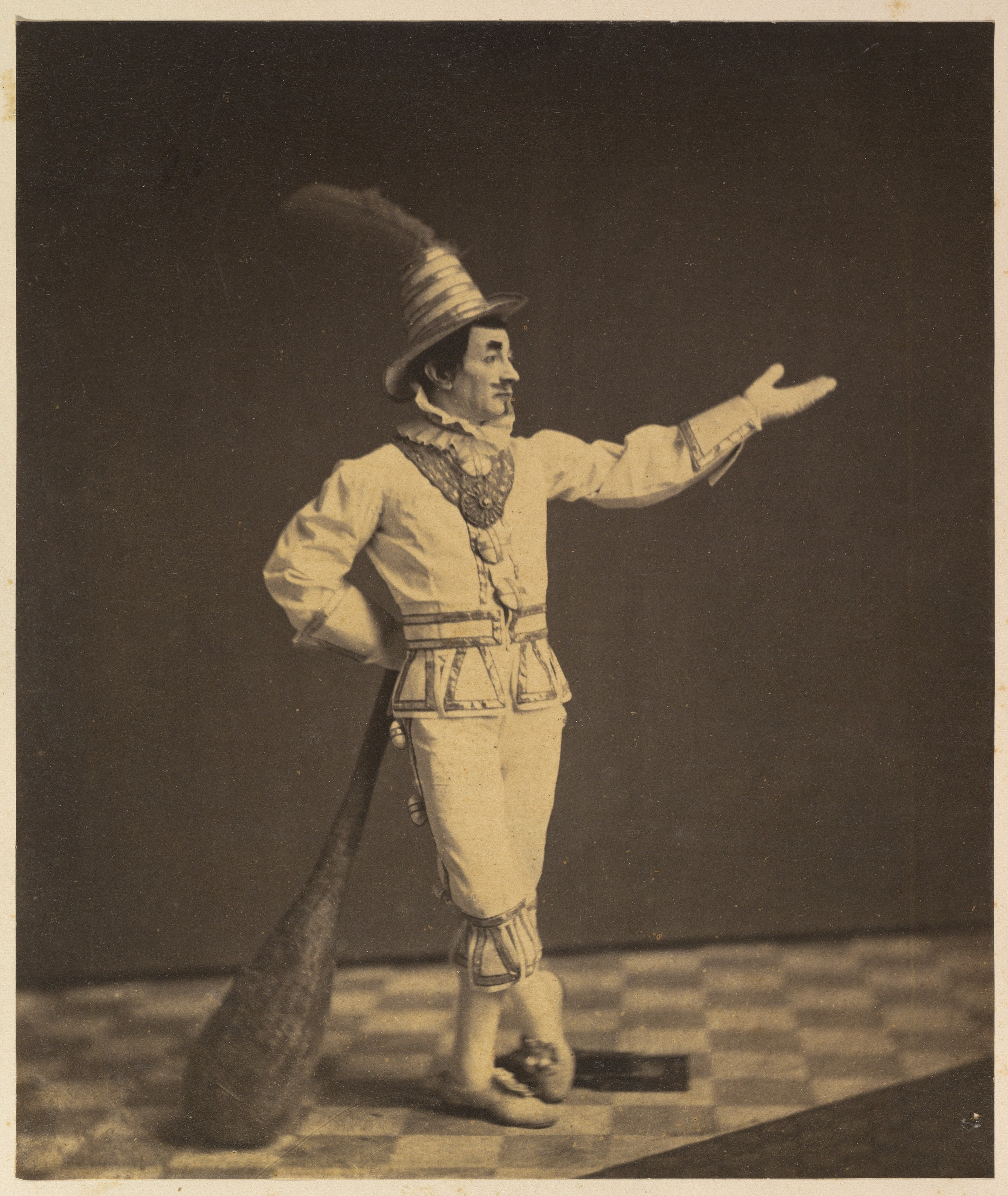
광대, 1860년경
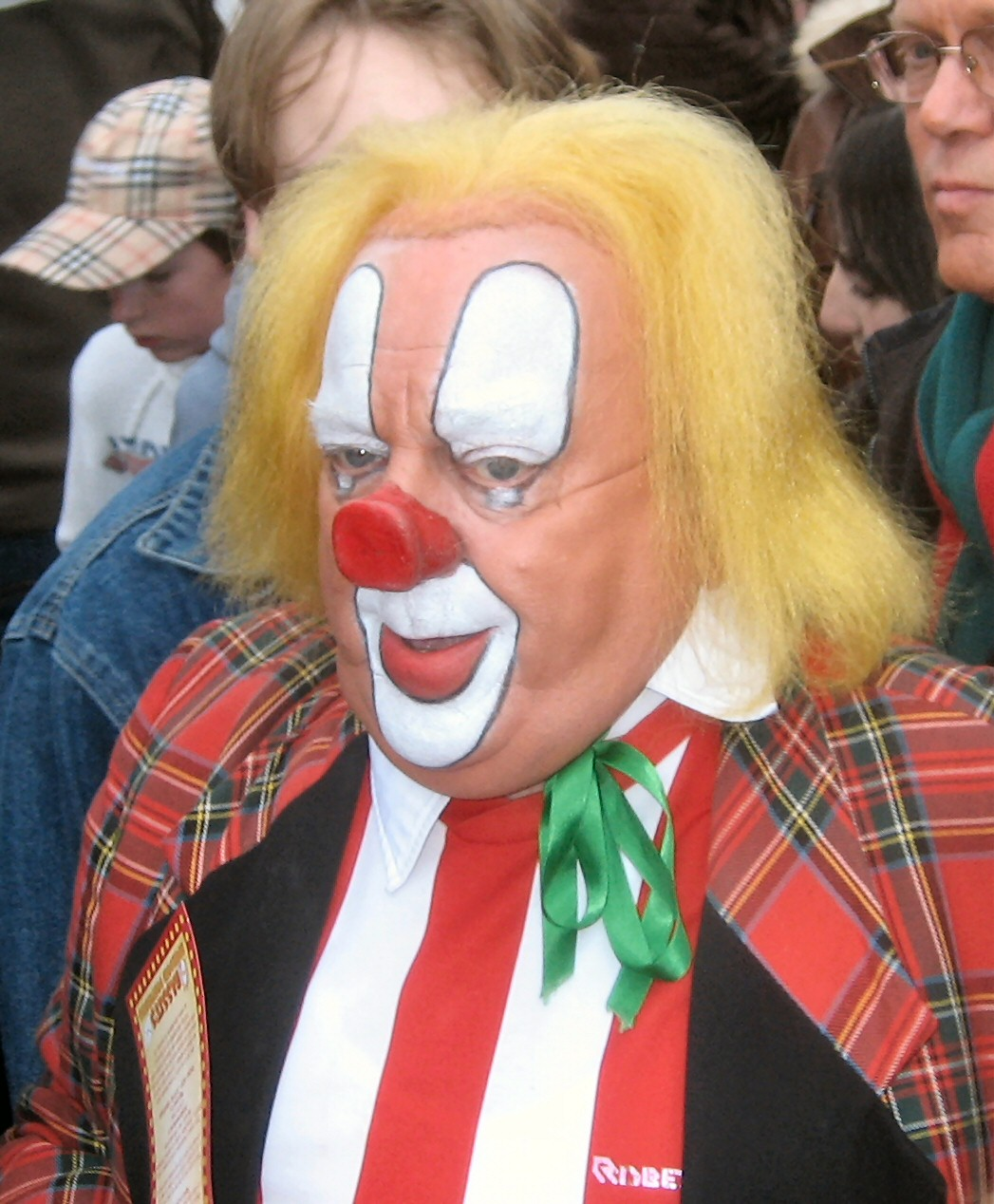
바시와 아드리안의 광대 바시
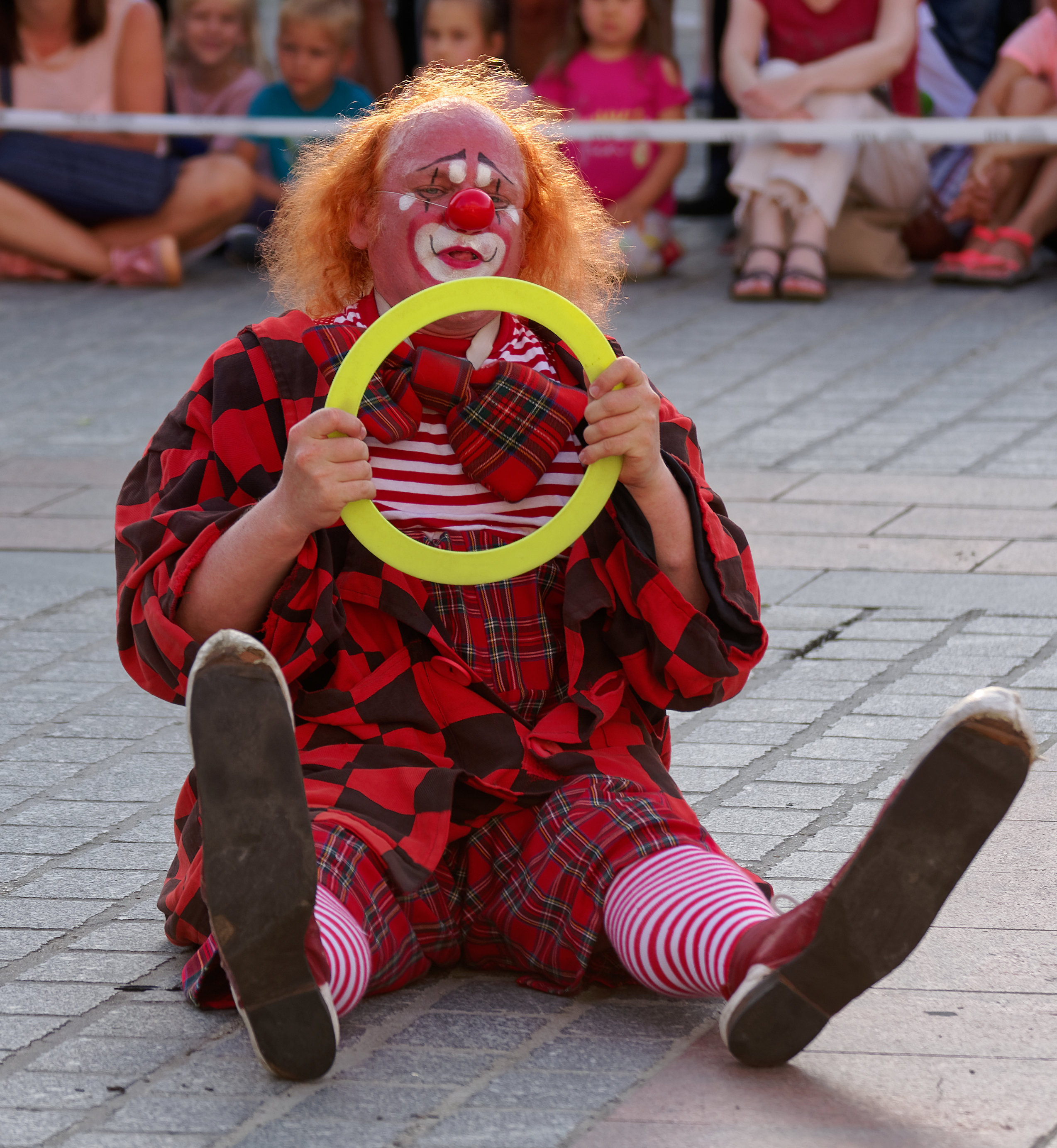
크라쿠프 34. ULICA – 국제 거리 연극 페스티벌에서 "웃음의 전염병" 쇼를 공연하는 테아트르 피네스카
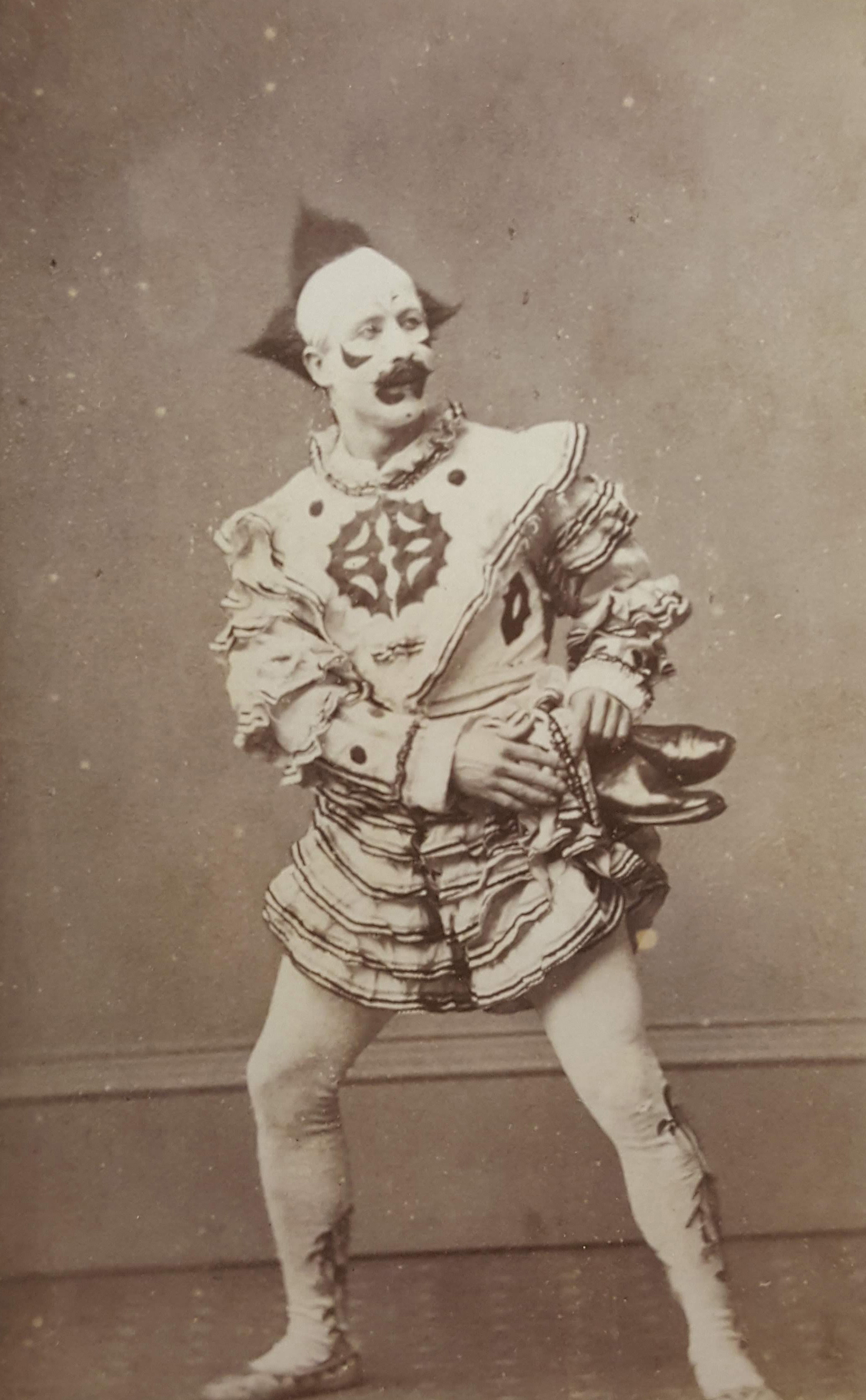
영국인 해리 페인, 광대의 초상화, 1863년 ~ 1867년

## 같이 보기
- 궁정 광대
- 악한 광대(영어판)
- 콤메디아 델라르테